# اسفرورین
اِسفَروَرین (به تاتی: سپرورین و اسپرورین) نام شهری در شهرستان تاکستان در استان قزوین کشور ایران است.

## معنی نام ایرانی، باستانی اسفرورین
نظر به وجود تپه باستانی داخل شهر اسفرورین می‌توان آن را مرکب گرفت از سپر (حفاظ) و ور (دژ) و علامت نسبت فارسی «ین». یعنی نام اسفرورین محل منسوب به دژ دفاعی بوده است. بر این اساس نام دو شهر اسفرورین و اسفراین را می‌توان مرکب از سپر (حفاظ) و یئون اوستایی (یعنی جا) یا علامت نسبت «این» به‌شمار آورد؛ یعنی در مجموع محل دارای حفاظ و سپر؛ گرچه نگارنده قبلاً با توجه به نام‌های کهن دیگر اسفراین، آن را از شکست دهنده ذلت و خواری گرفته است.

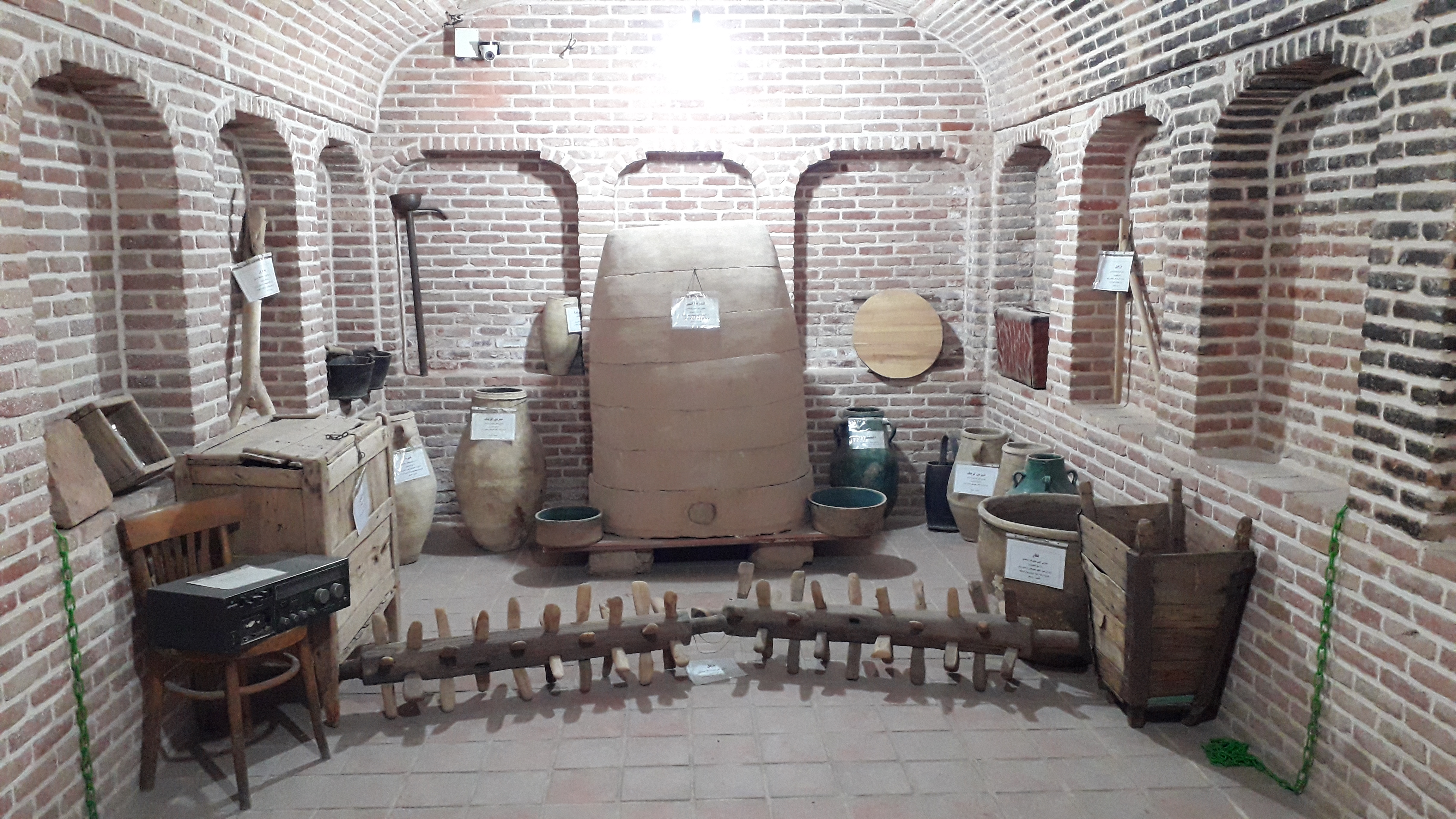
وسایل کشاورزی و دامپروری اسفرورین در موزه فرهنگ و آموزش قزوین به قدمت ۲۰۰ سال. از جمله این وسایل: کندوله، تغار، جنجل

## وضعیت شهر
اسفرورین شهرستانی در مرکز دشت قزوین و در فاصله ۶۲ کیلومتری از مرکز استان واقع شده است. که از دید آب و هوایی نسبتاً سردسیر و پربارش است و در پیرامون آن زمین‌های کشاورزی وجود دارد که بیشتر باغ‌های انگور هستند.

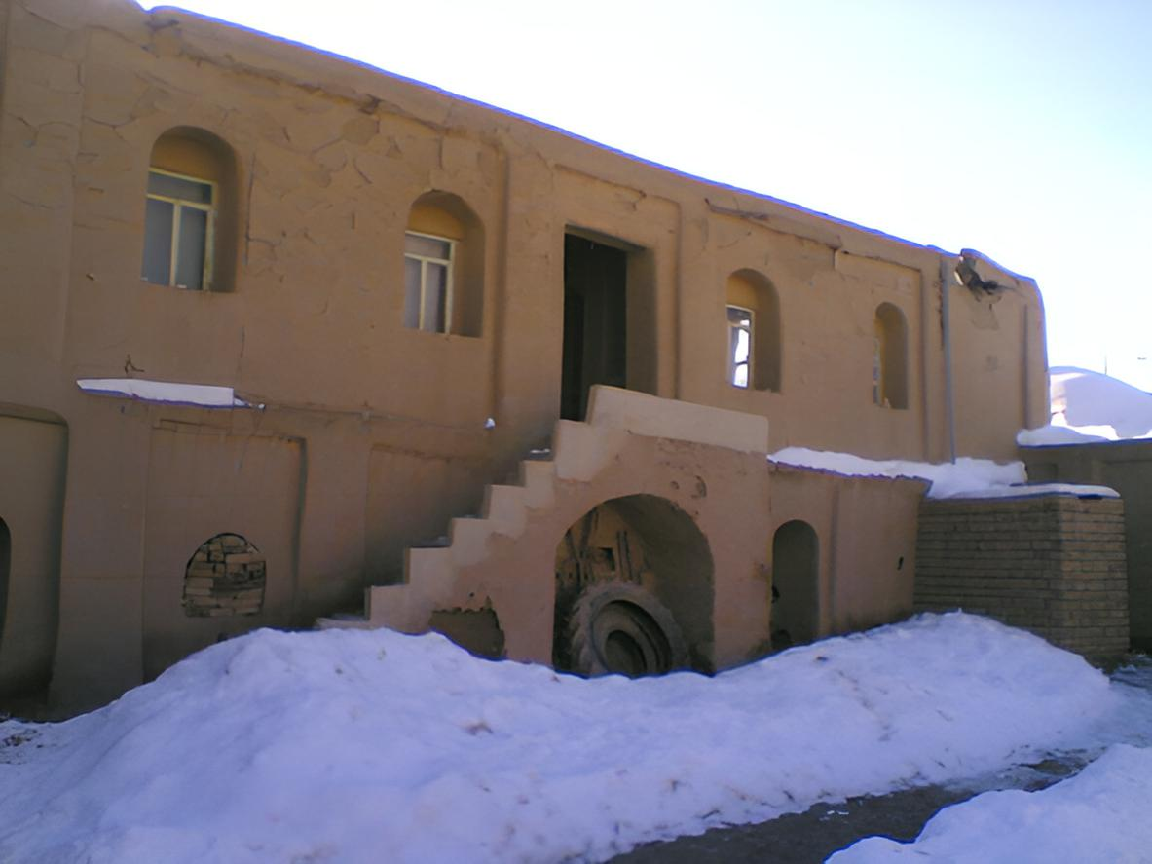
یک خانه کاهگلی با معماری قدیم منطقهٔ اسفرورین

در باختر این شهرستان کوه‌های رامند و سیاه‌کوه واقع شده و رودخانهٔ خررود از آن منطقه می‌گذرد.
آیین‌های محلی در مورد اعیاد و جشن‌های برداشت محصول در منطقه اسفرورین وجود دارد که حکایت از ریشه در قدمت و فرهنگ و اصالت مردم دارد. تپه باستانی اسفرورین در مرکز شهر گویای فرهنگ و تمدن دیرینهٔ این دیار است که از دیرباز زبان و فرهنگ خود را حفظ کرده‌اند.

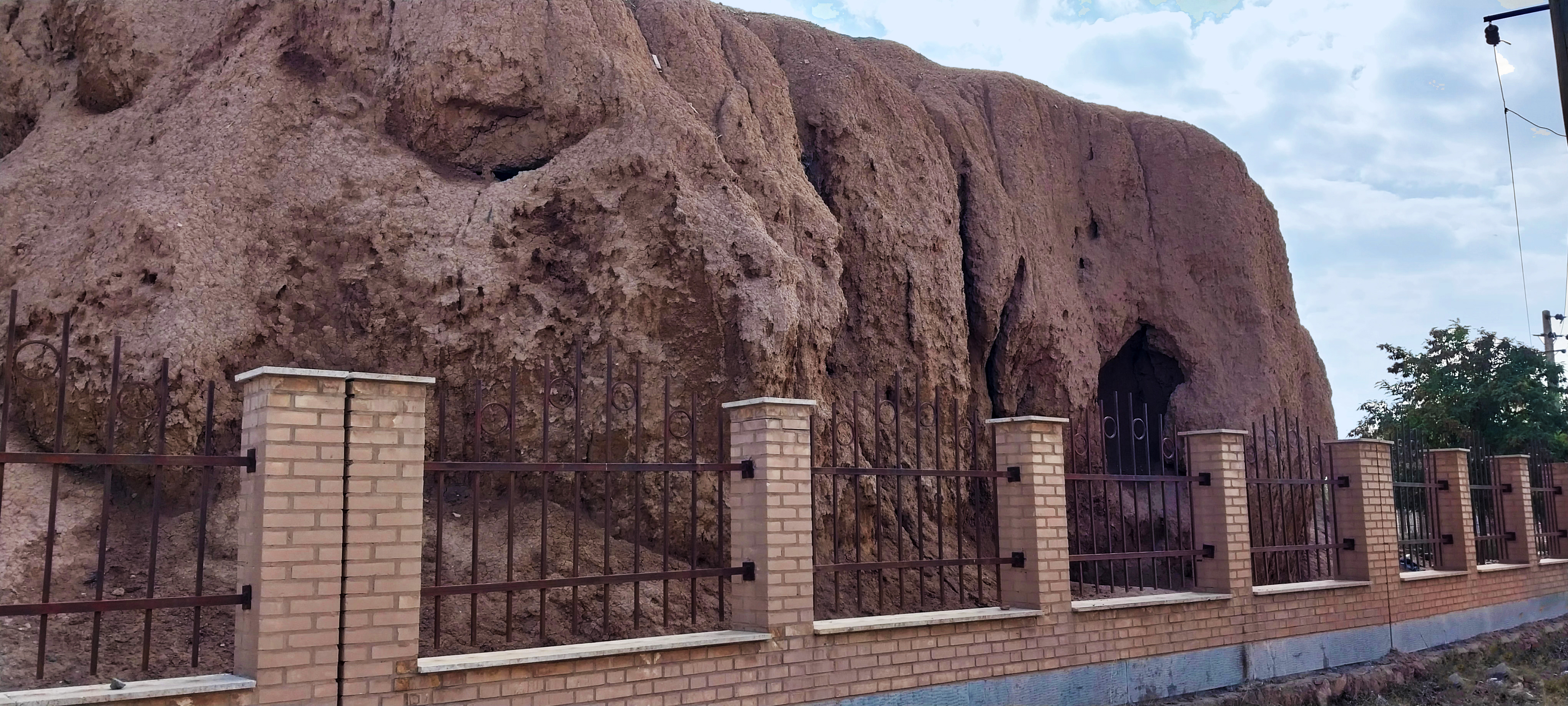
تپه باستانی اسفرورین

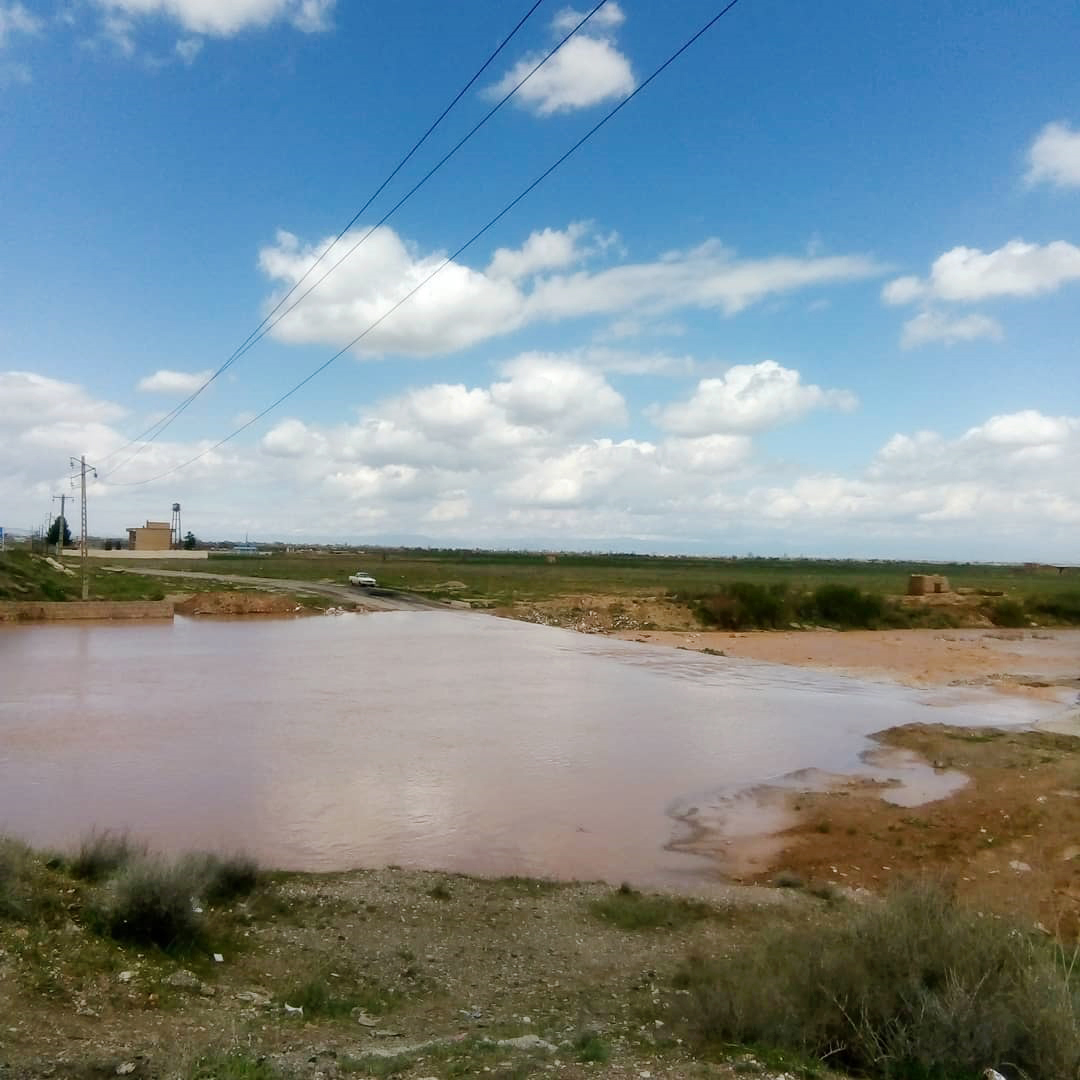
خررود

انگور رهاورد این شهر است؛ و به علت آب و هوای مناسب یکی از شیرین‌ترین انگورهای دنیا در شهر اسفرورین به بار می‌نشیند و کشمش اسفرورین نیز از بالاترین درصد شهد در سطح کشور برخوردار است.

## مردم
اسفرورین یکی از  شهر تات‌نشین ایران است و مردم آن به زبان تاتی از زبان‌های ایرانی شاخه شمال‌غربی سخن می‌گویند. پیشینه این زبان به دوران مادها بازمی‌گردد.

## تقسیم اراضی
در پنجشنبه ۳ خرداد ۱۳۴۱، اولین قسمت از املاک مالکان بزرگ قزوین در اسفرورین توسط محمدرضا پهلوی تقسیم شد و اسناد مالکیت ۹۵۰ نفر از کشاورزان به نمایندگان آن‌ها داده شد. شاه در این مراسم اظهار خوشوقتی کرد که اصلاحات ارضی ایران، باعث پیشرفت اصول کشاورزی و ازدیاد تولید و عدالت اجتماعی شده است.

## نگارخانه

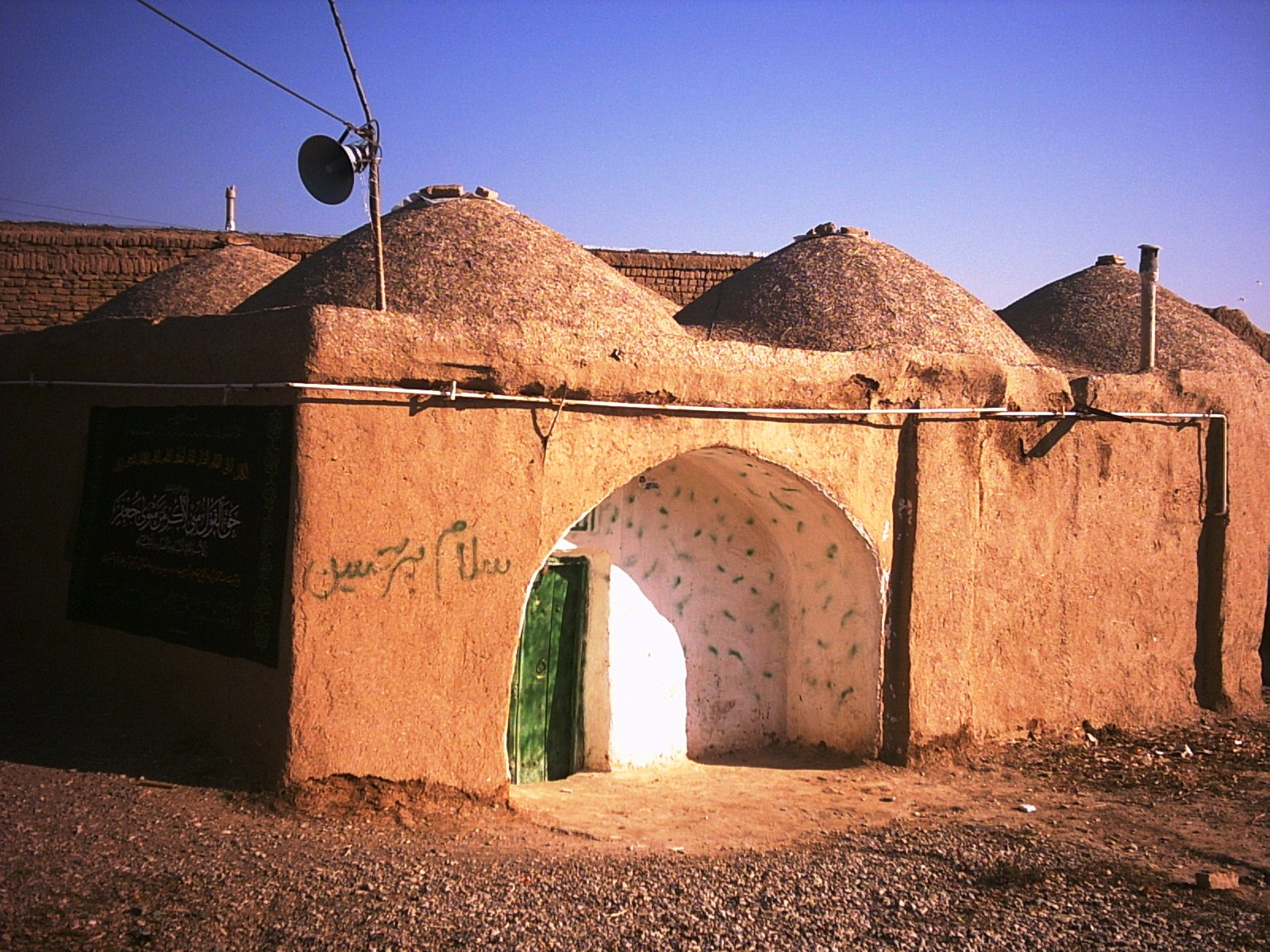
مسجد قدیمی اسفرورین
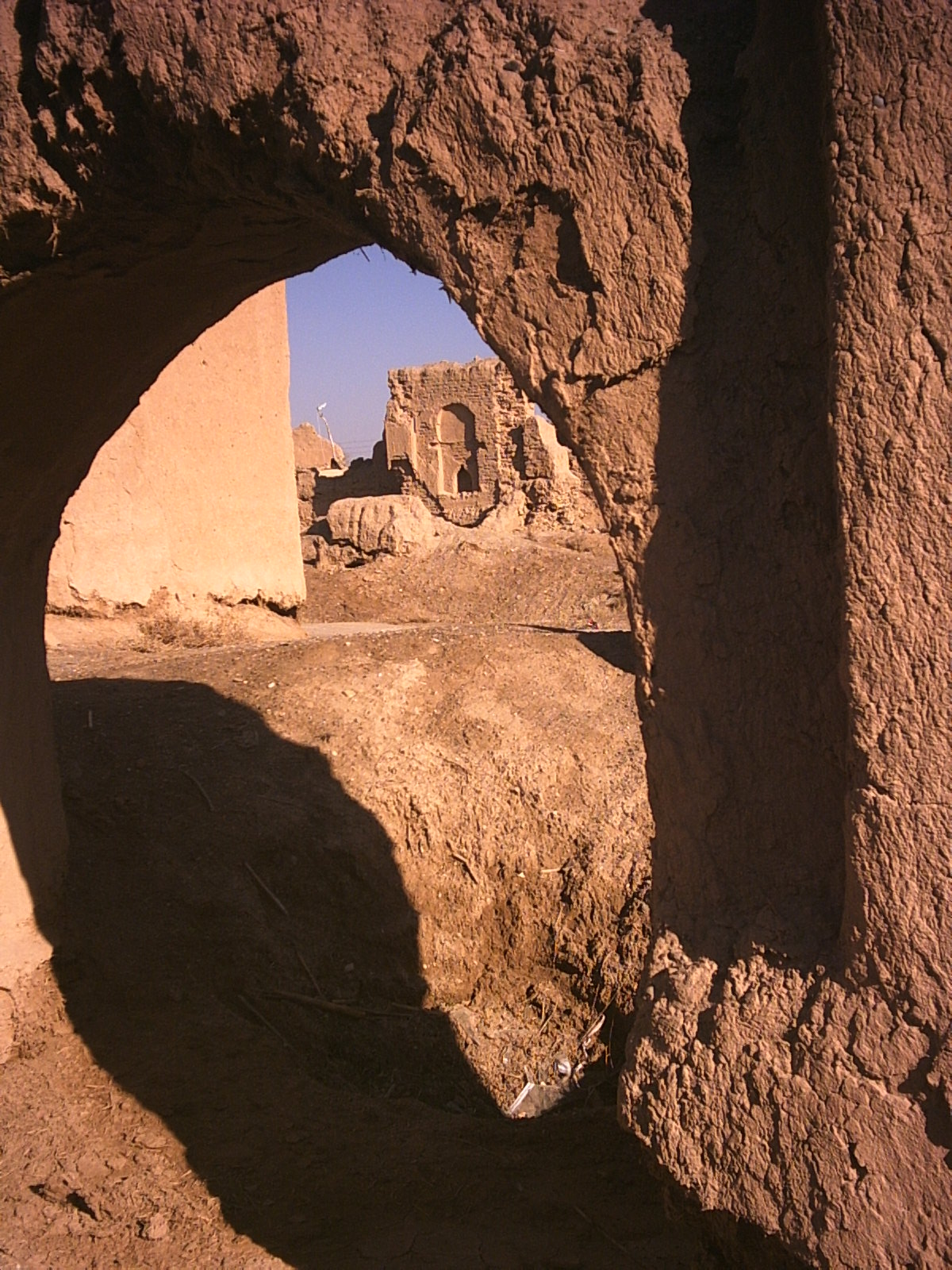
خانه‌های قدیمی اسفرورین
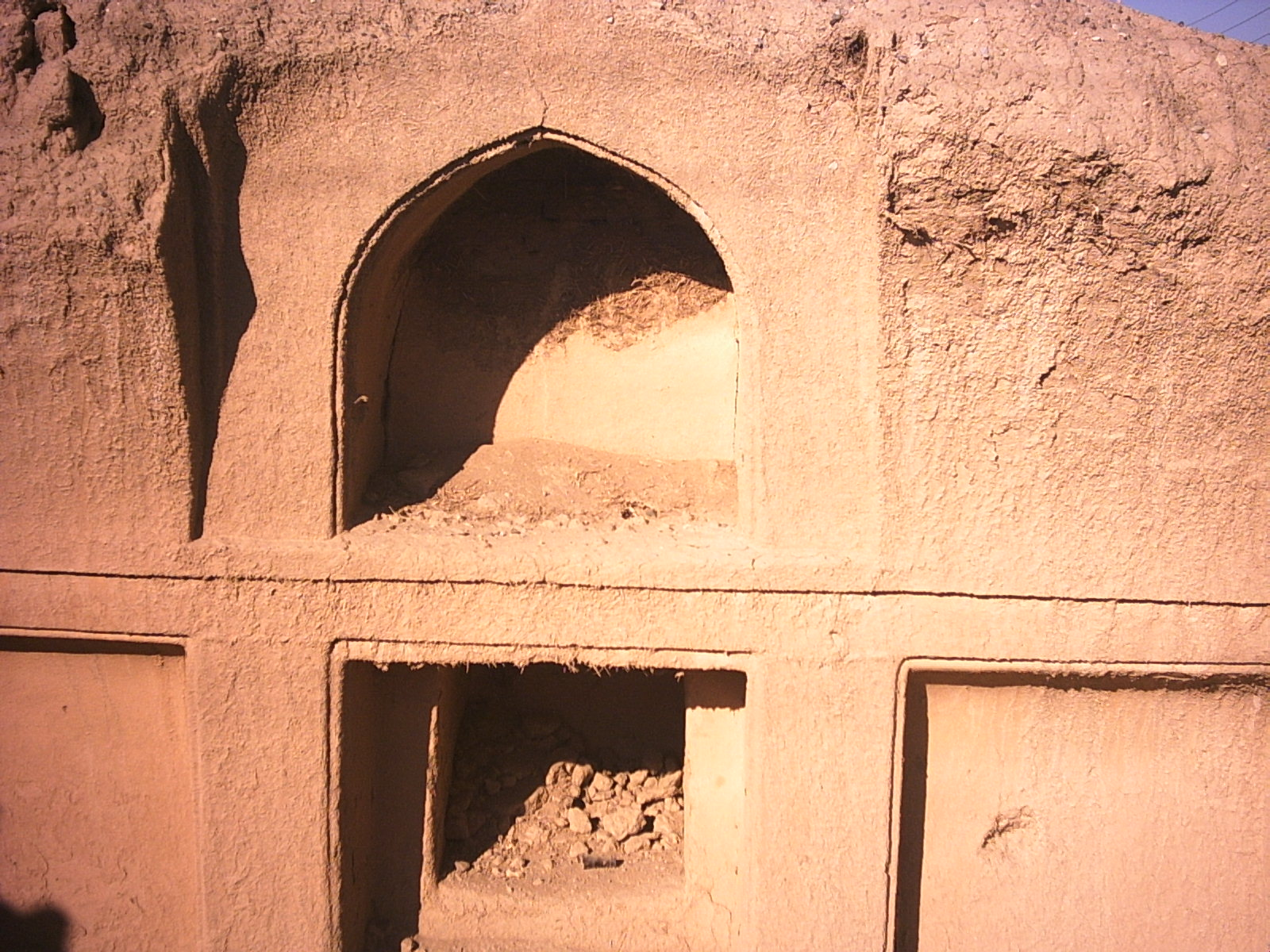
خانه‌های قدیمی اسفرورین
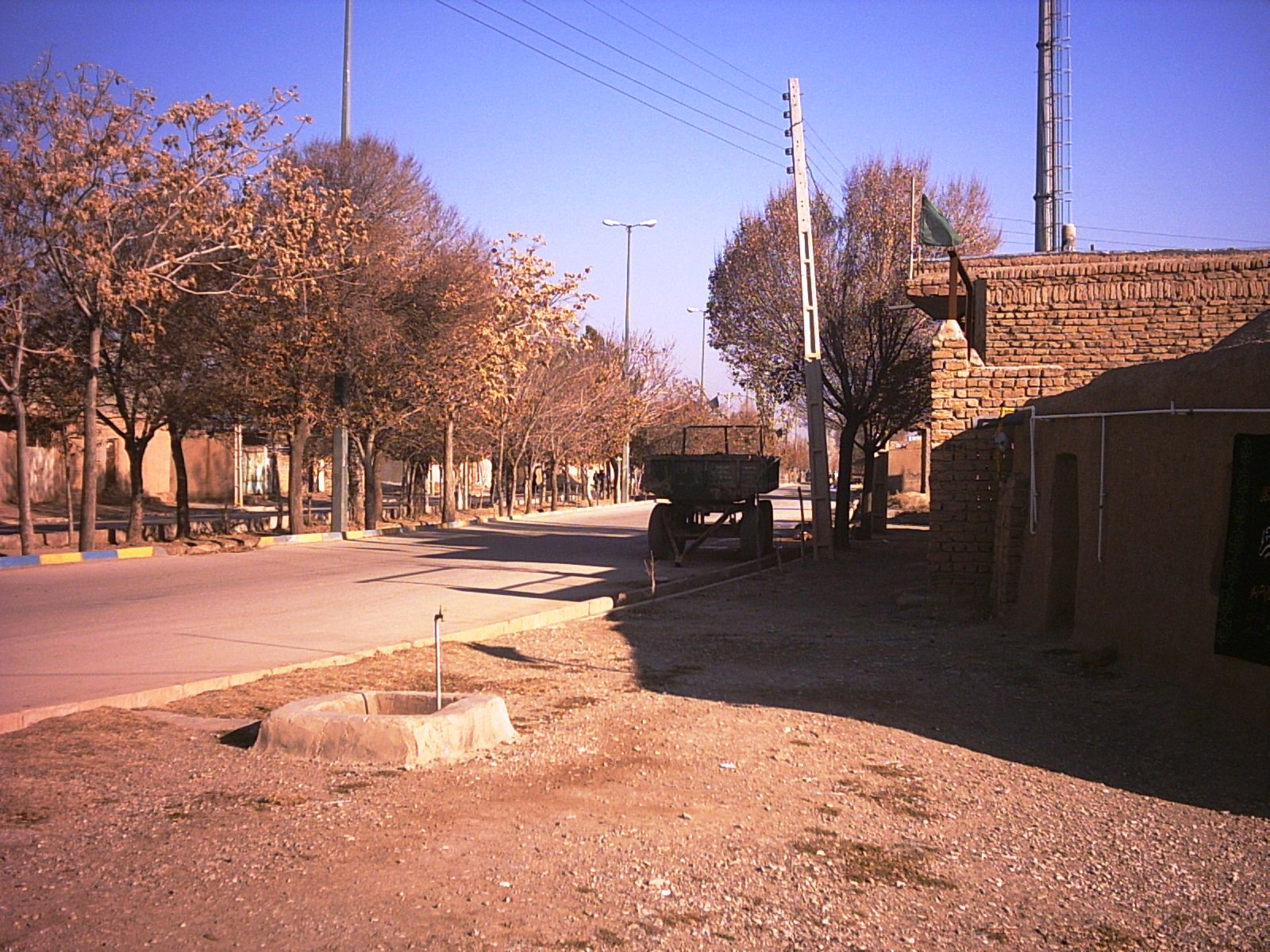
تصویری از اسفرورین
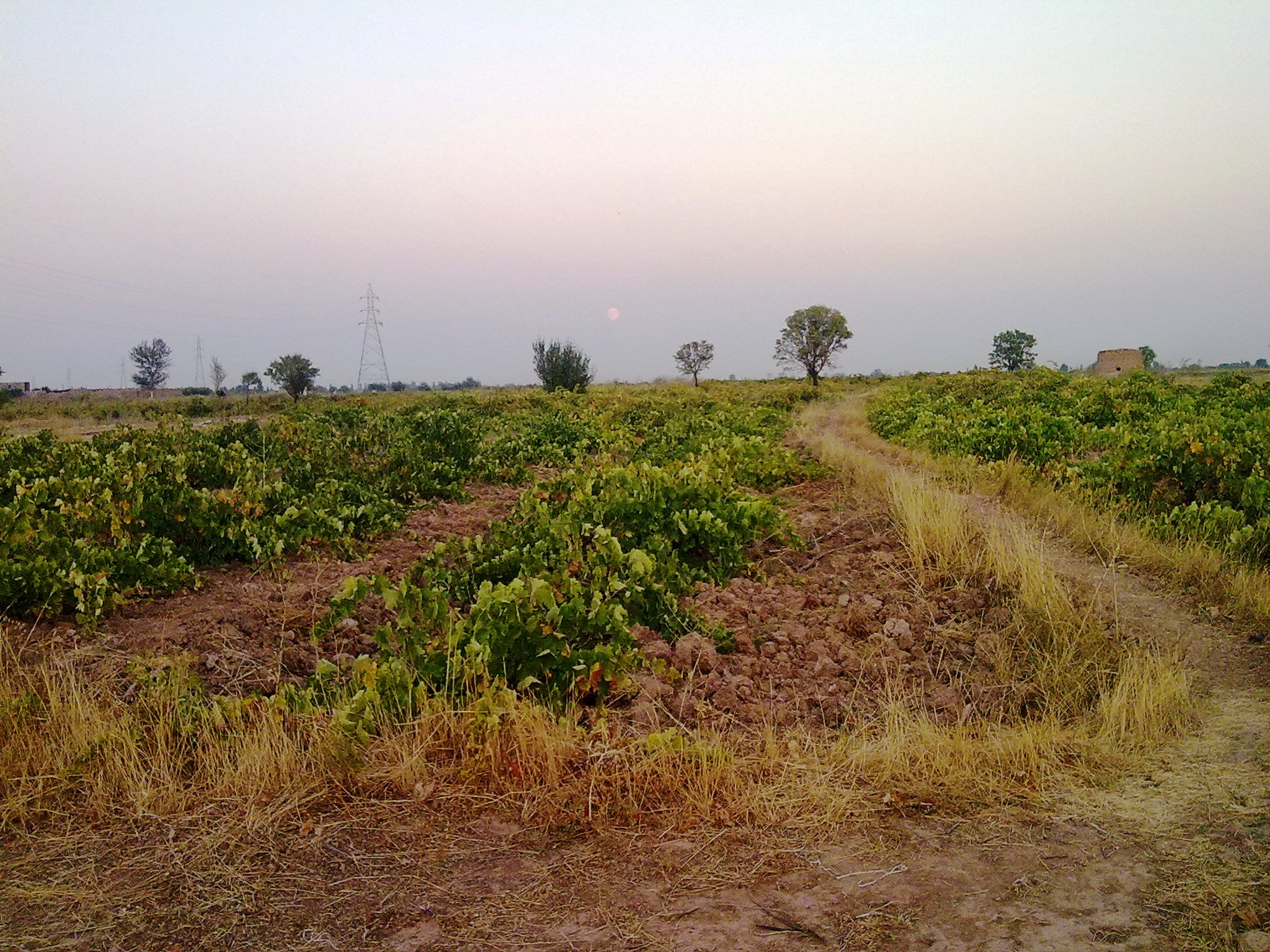
باغات انگور در کدخدازمین
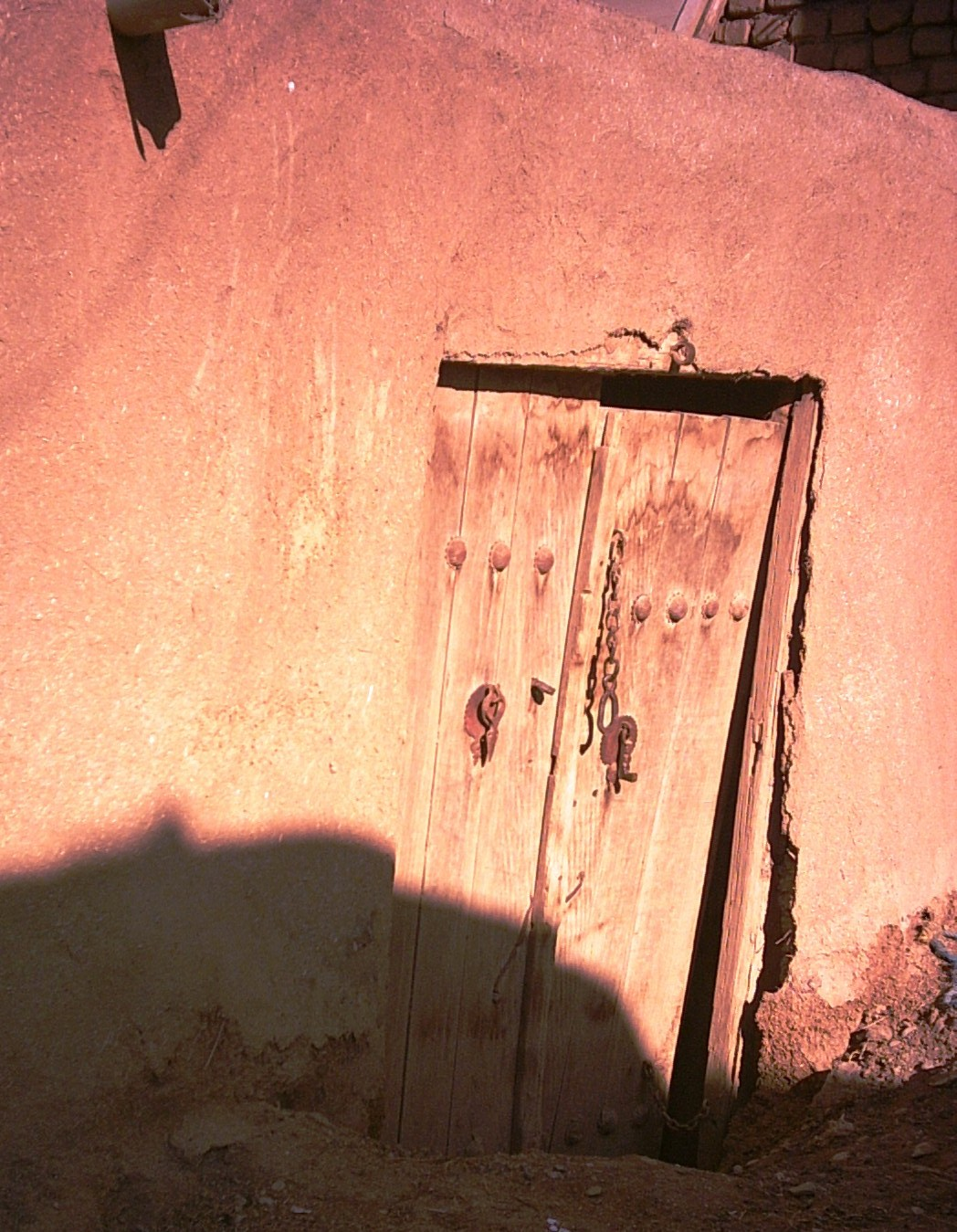
خانه‌های قدیمی اسفرورین
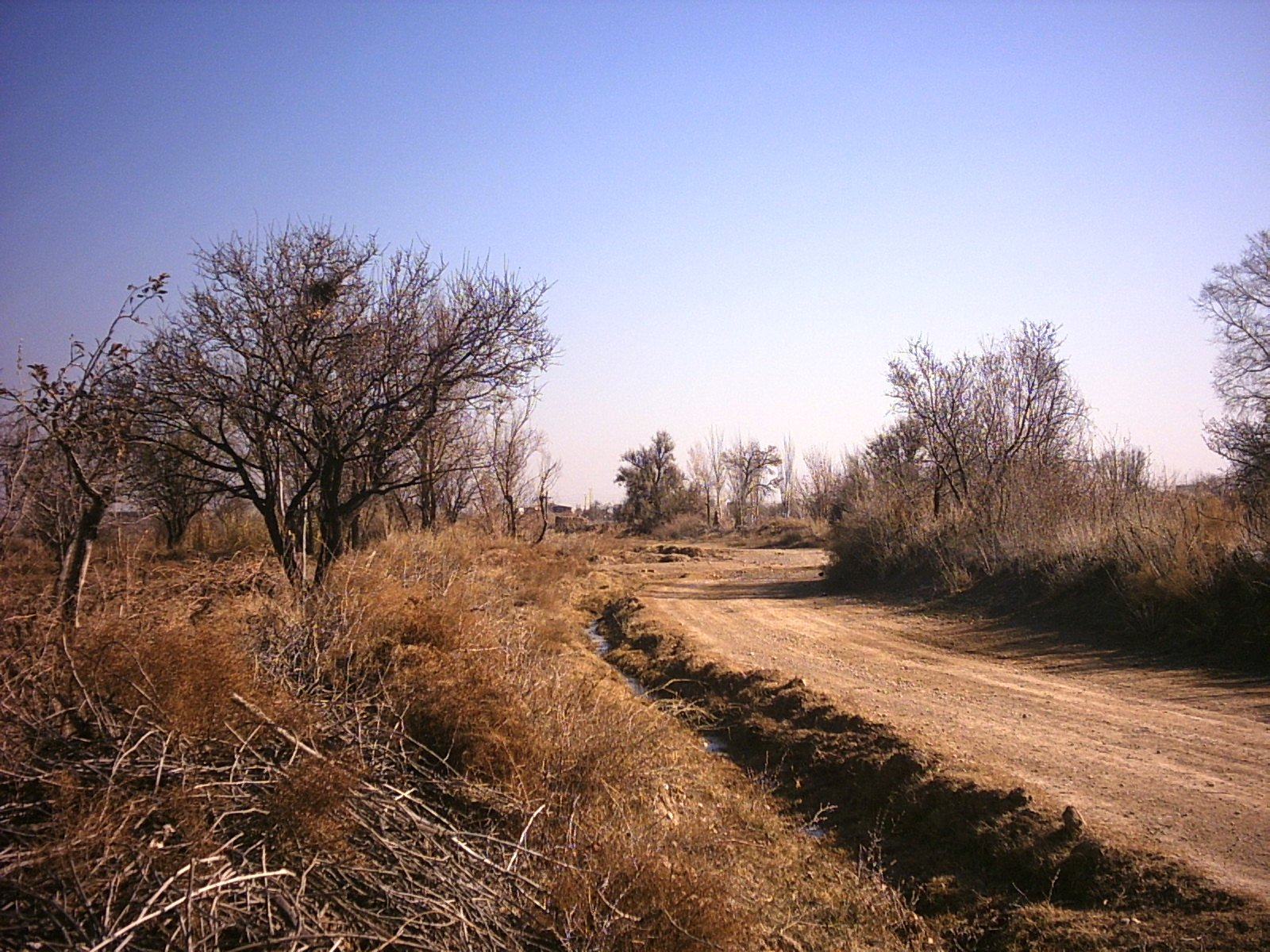
باغات سنتی اسفرورین
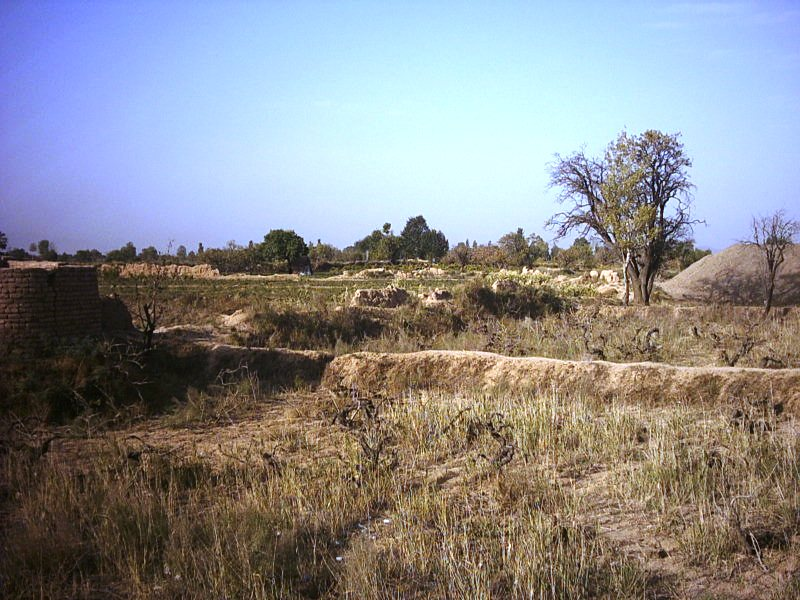
زمین‌های کشاورزی اسفرورین
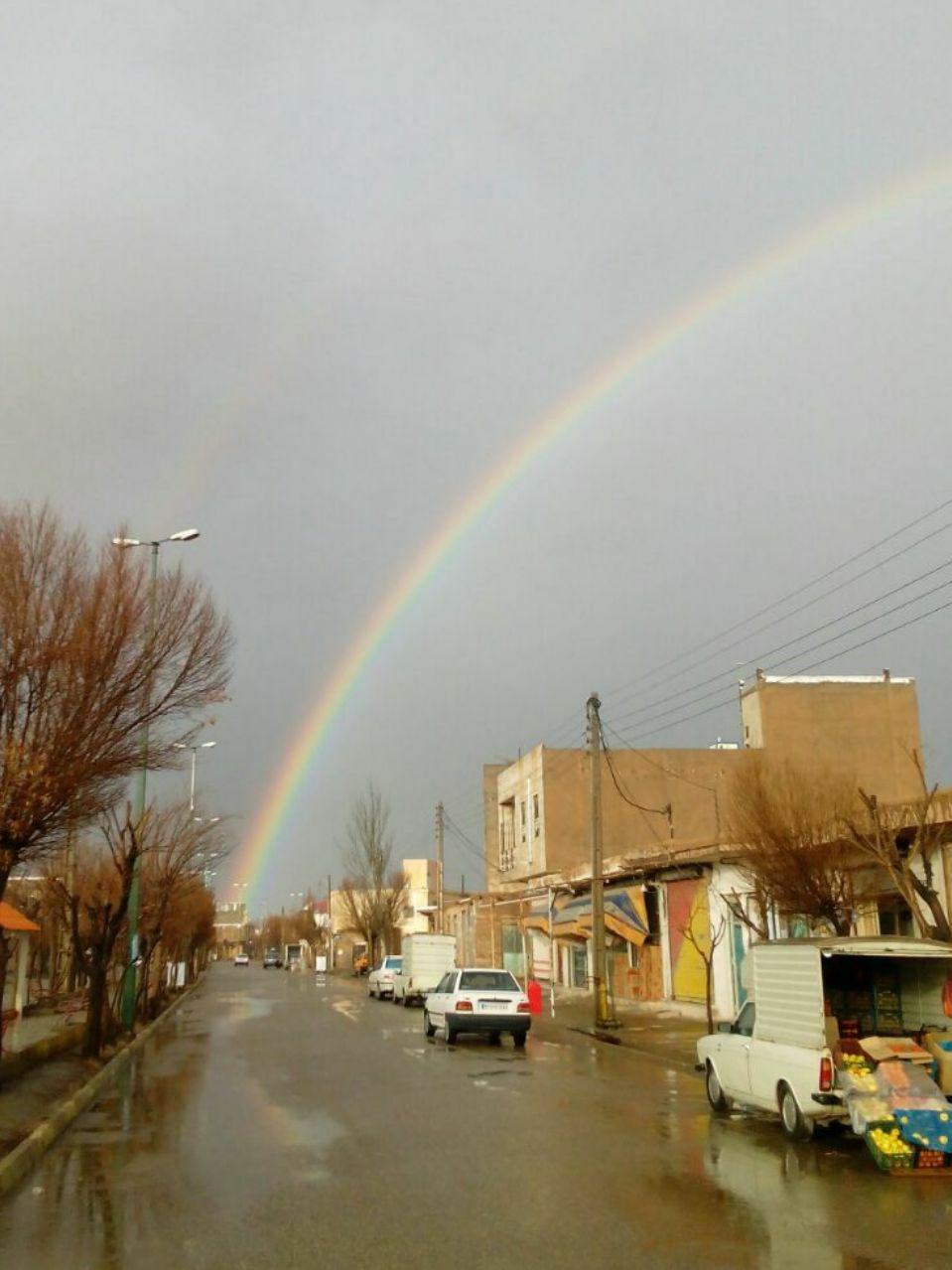
اسفرورین در یک روز بارانی
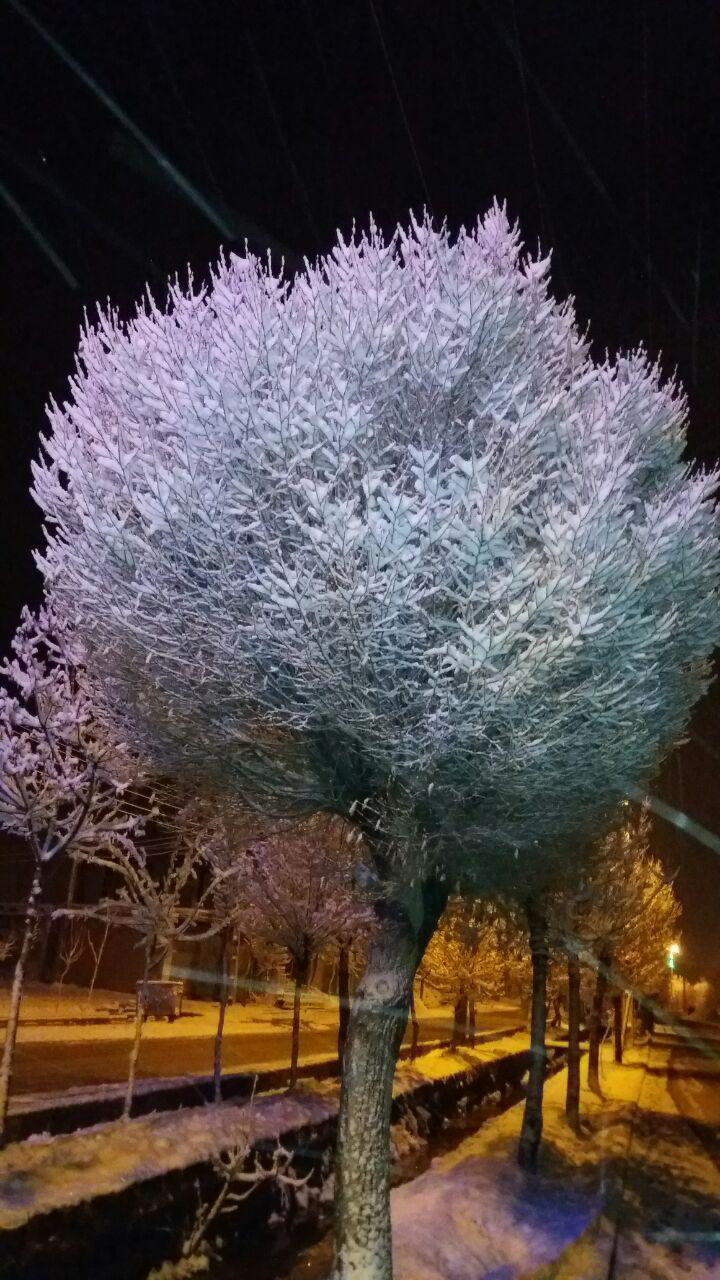
اسفرورین در برف
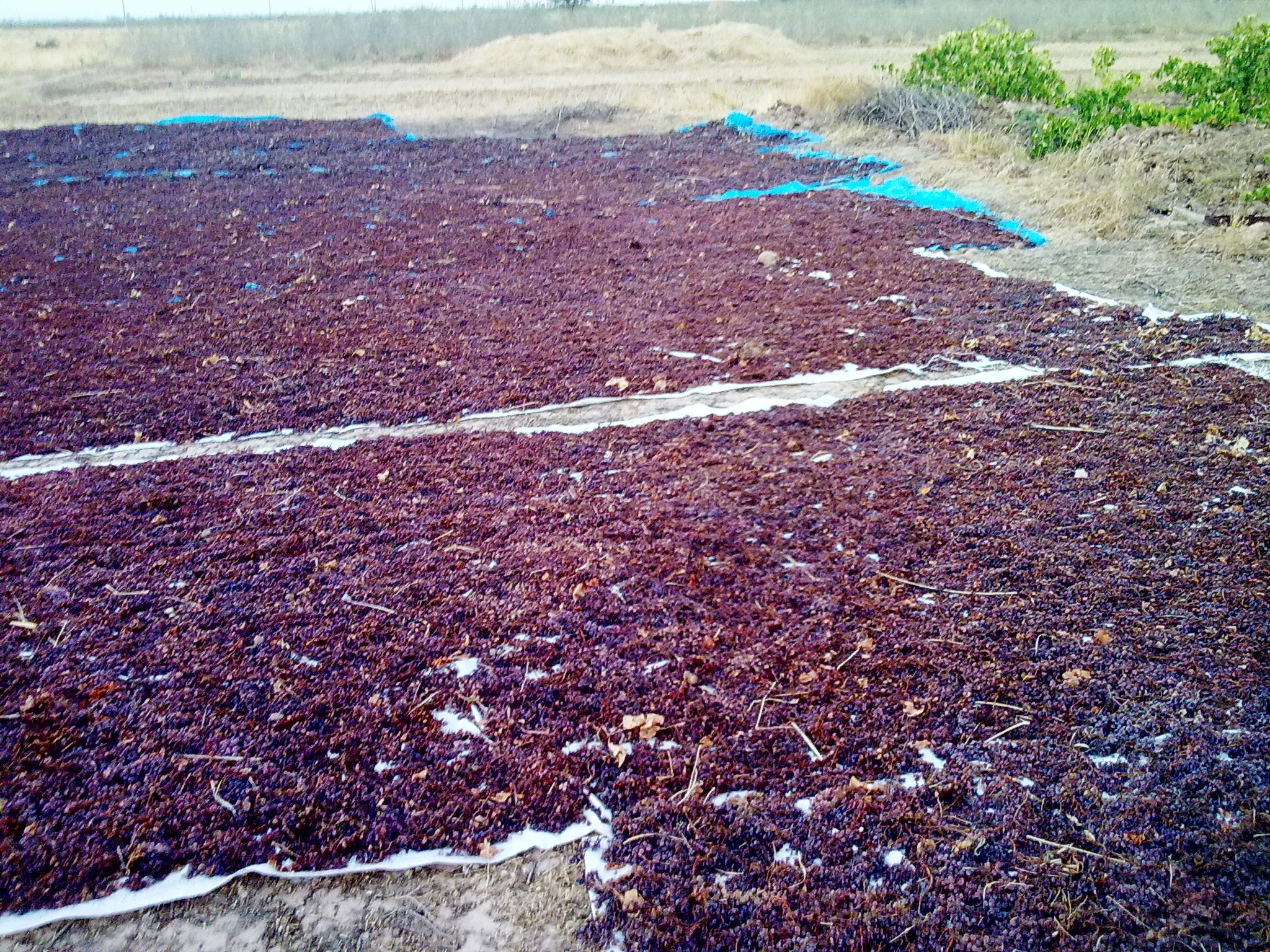
بارگاه کشمش در اسفرورین
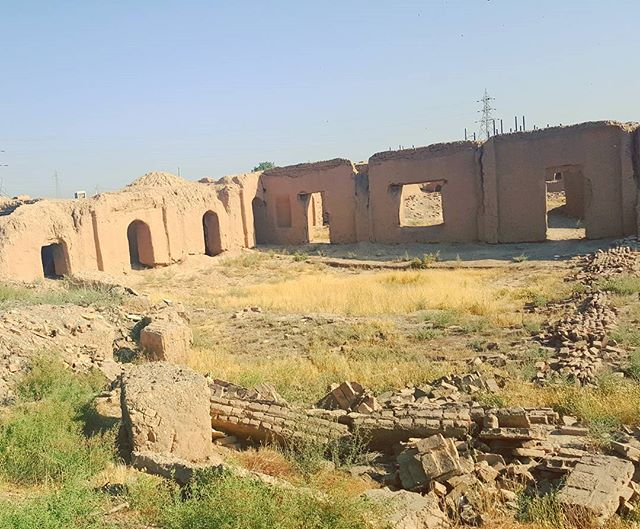
سبک معماری قدیمی اسفرورین
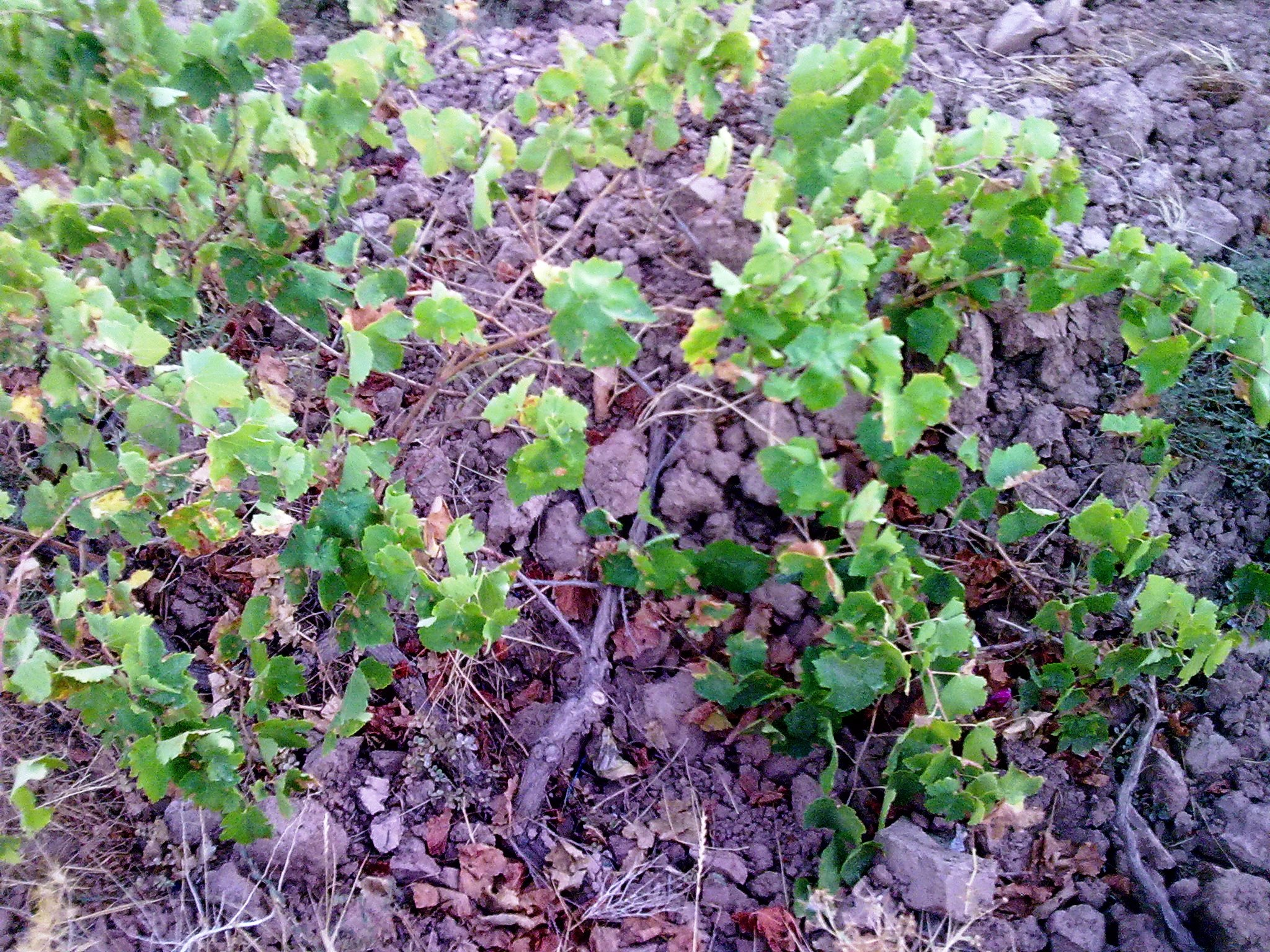
تاک‌های انگور اسفرورین
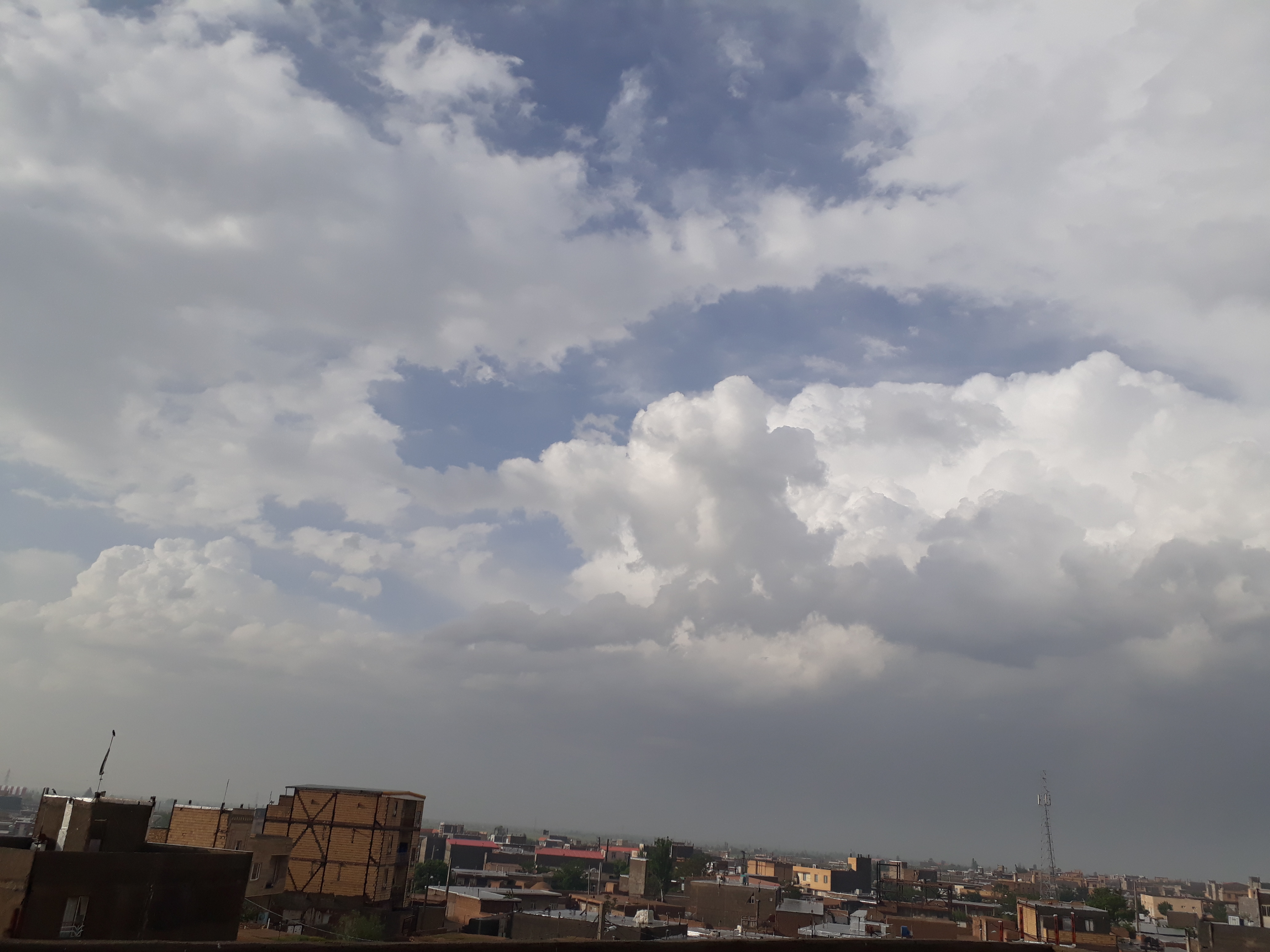
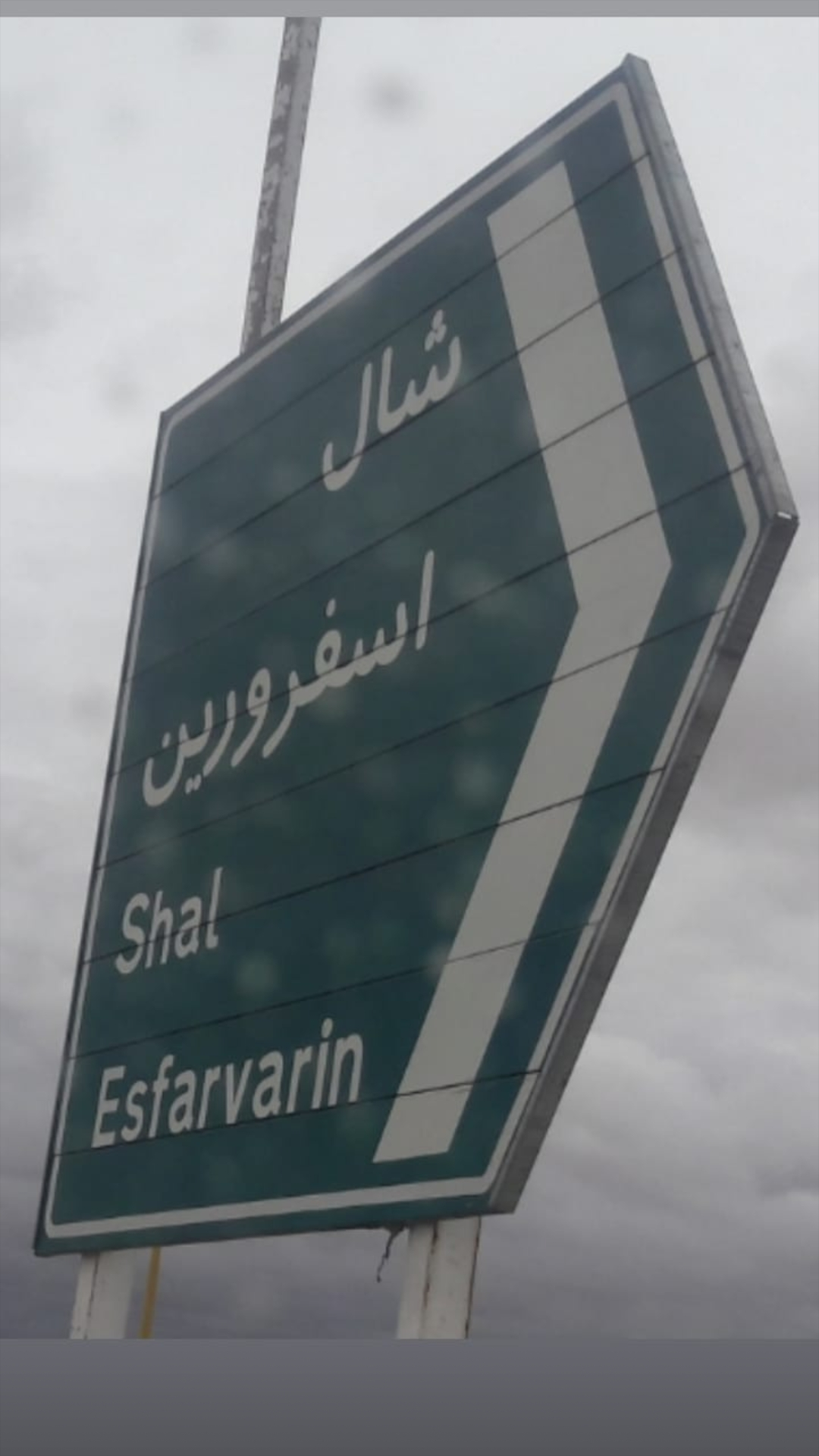
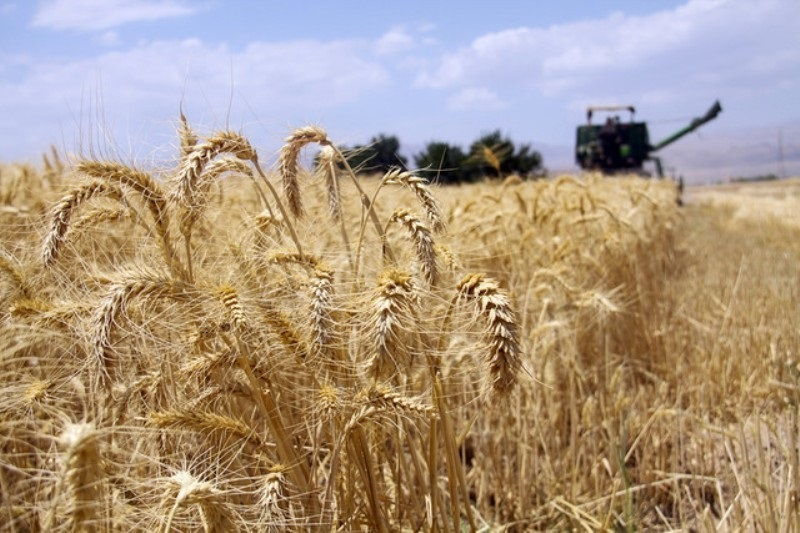
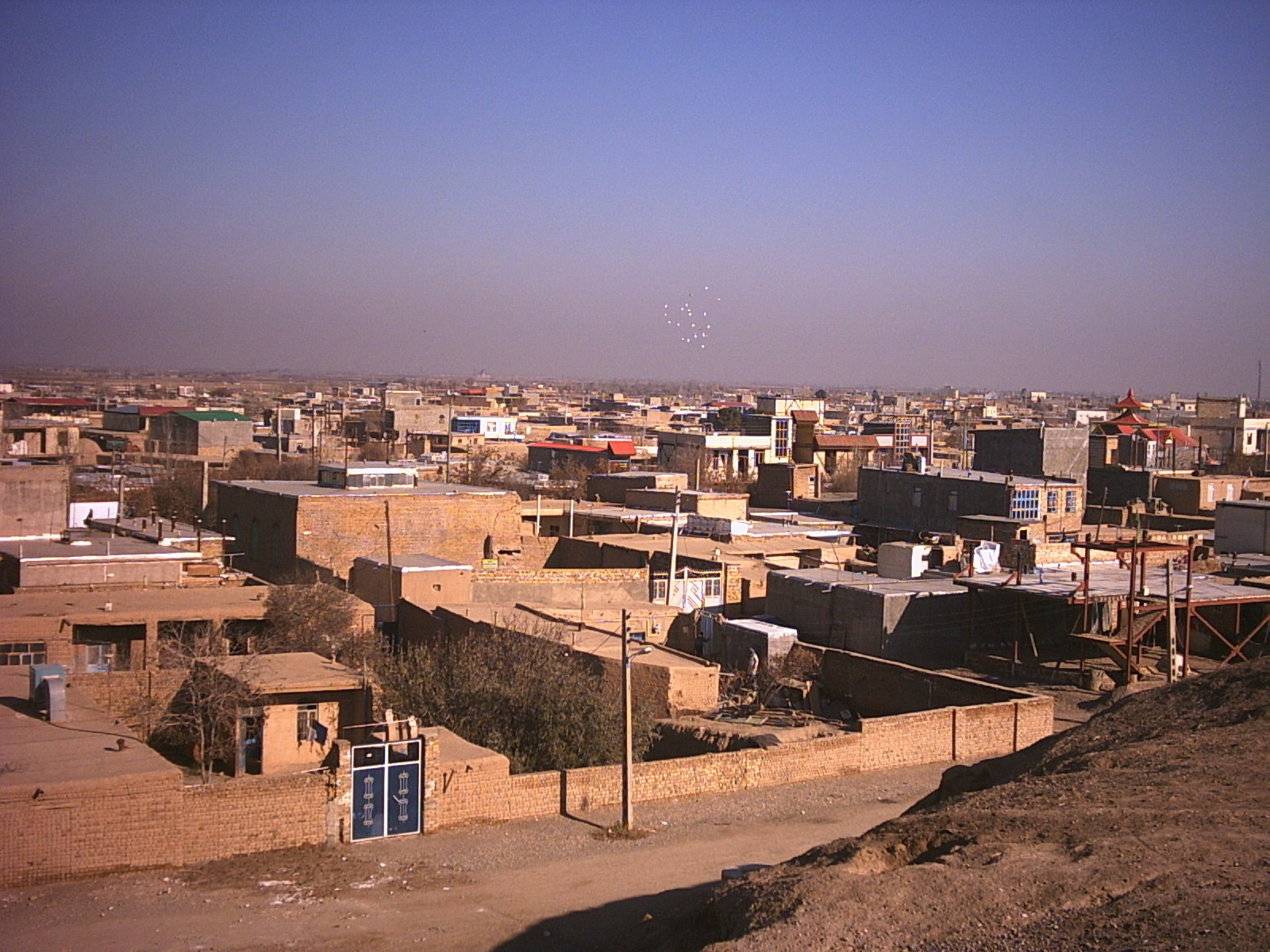
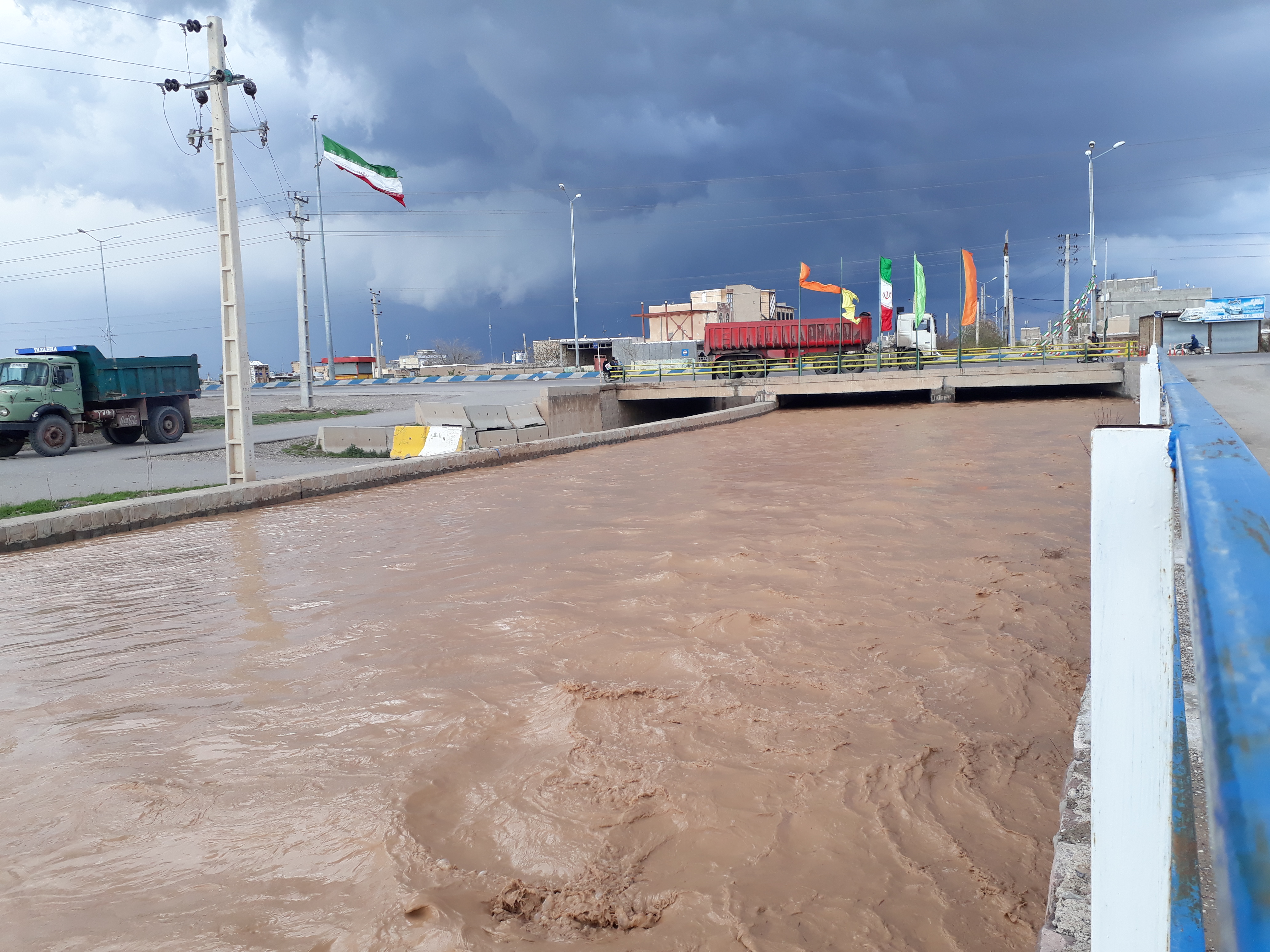
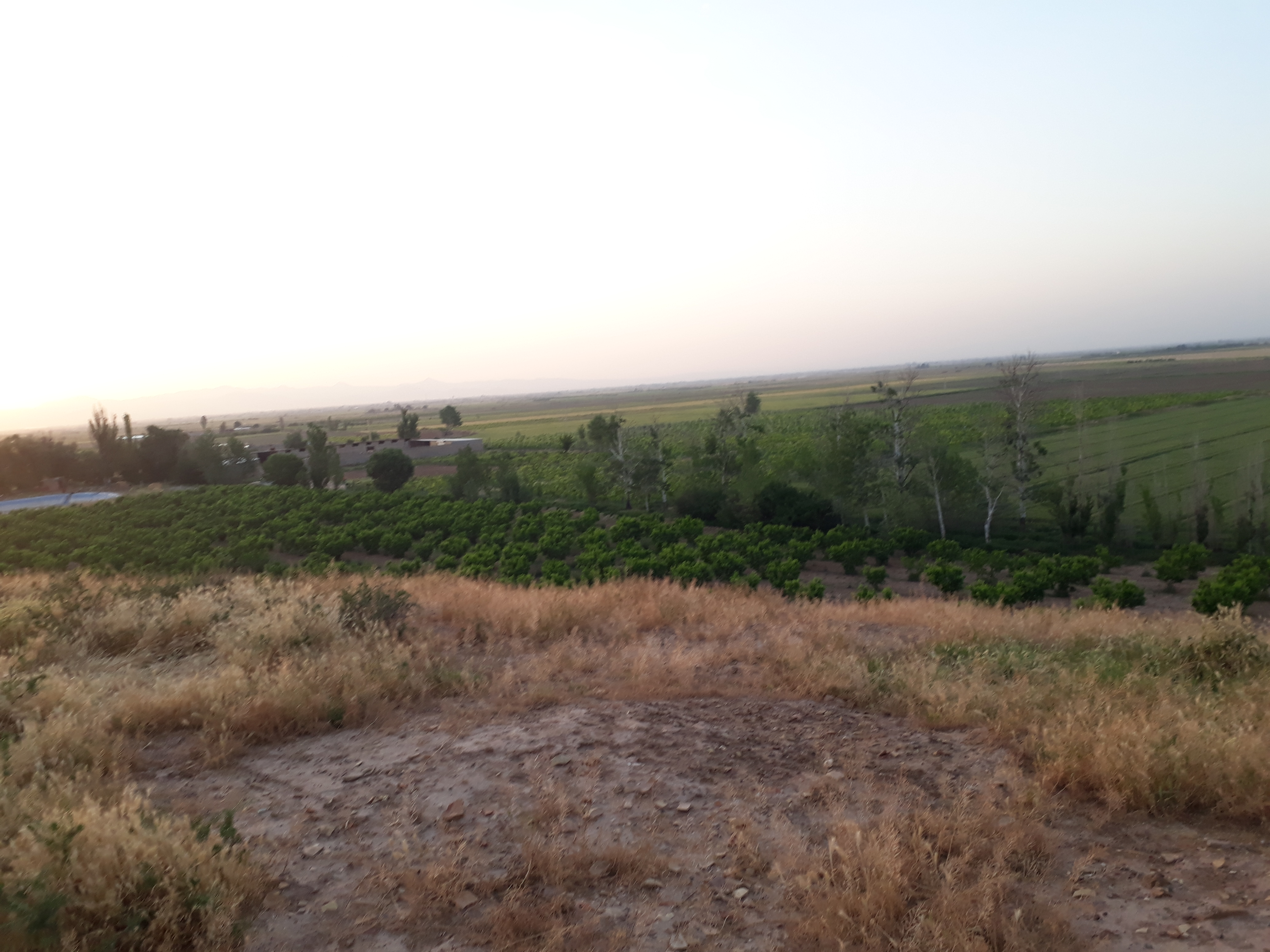
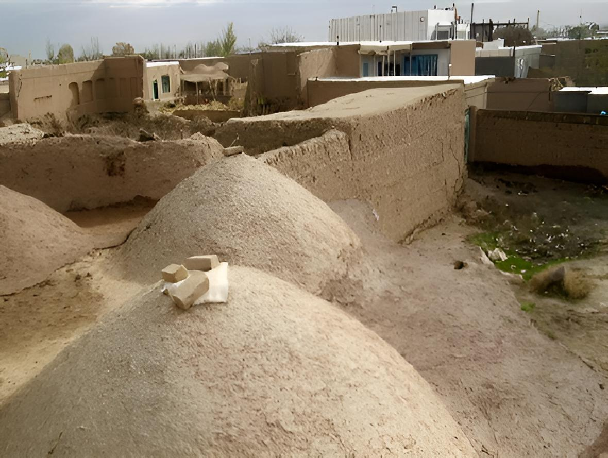
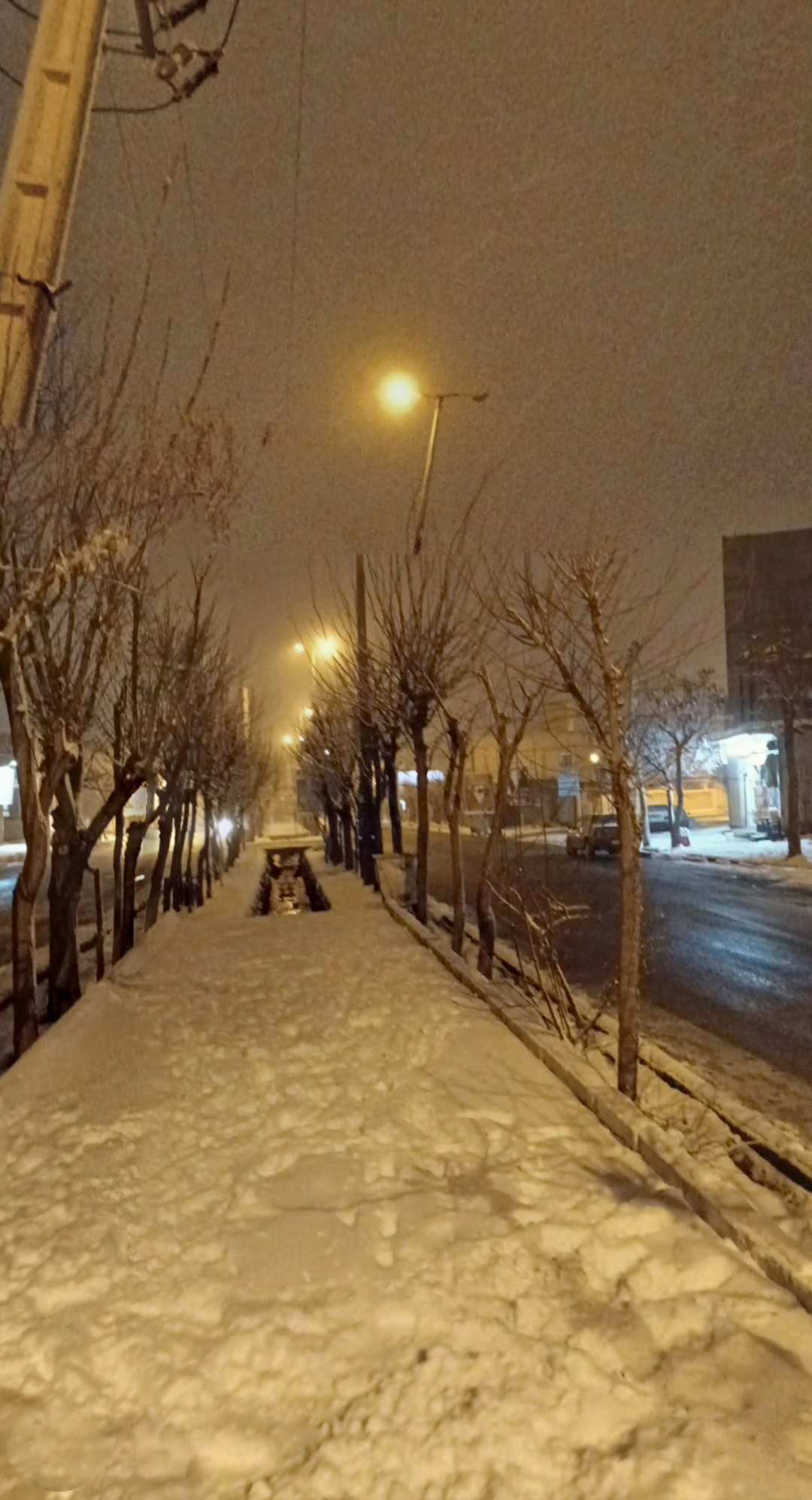
اسفرورین در برف
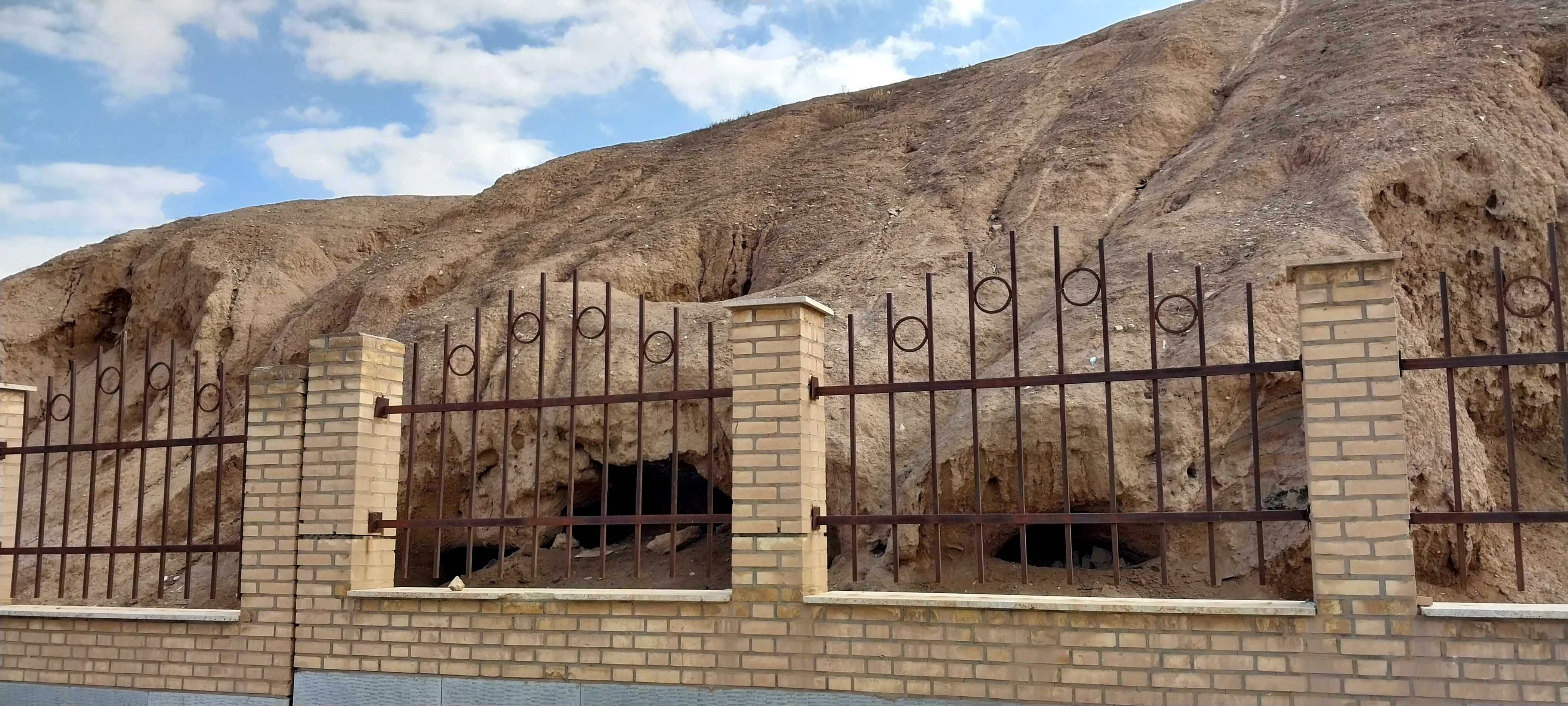
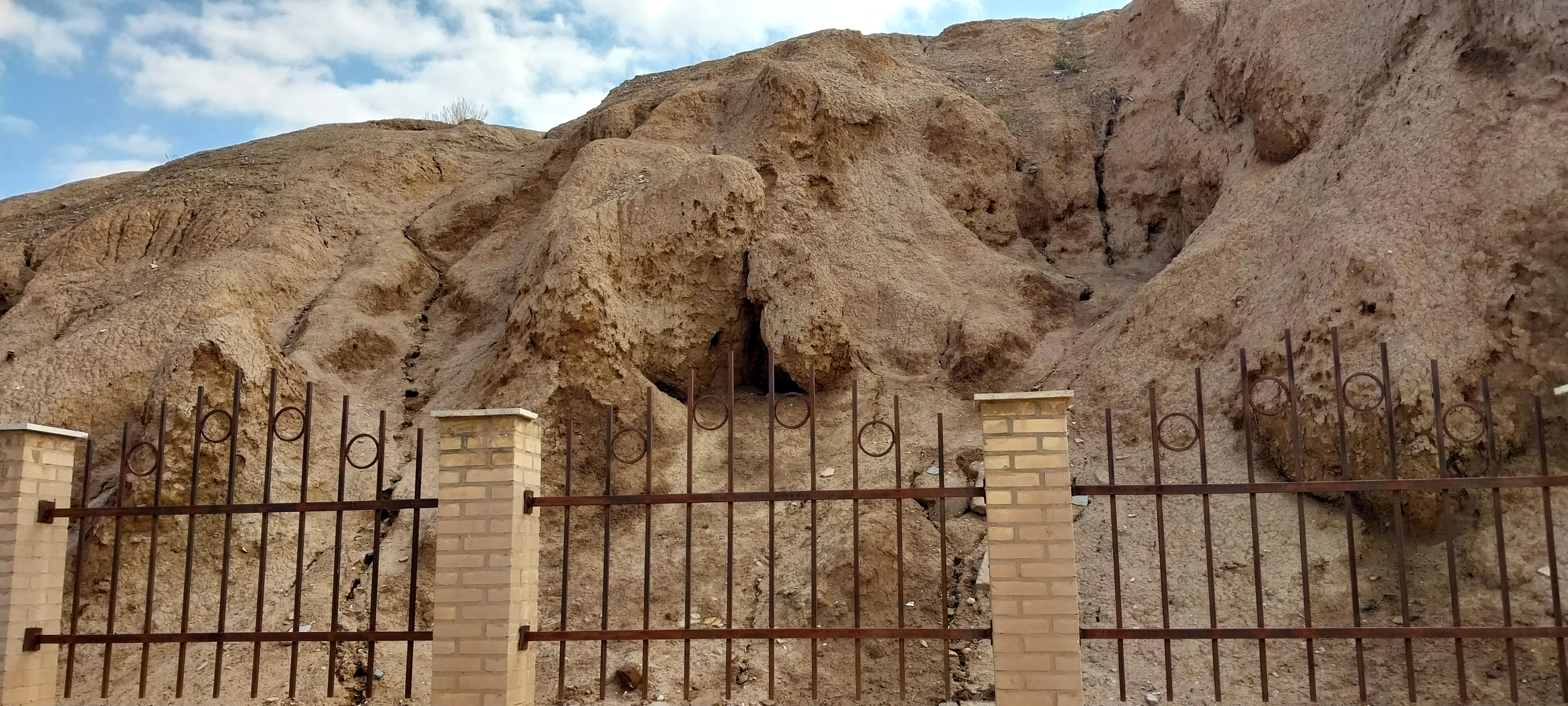
تپه باستانی اسفرورین
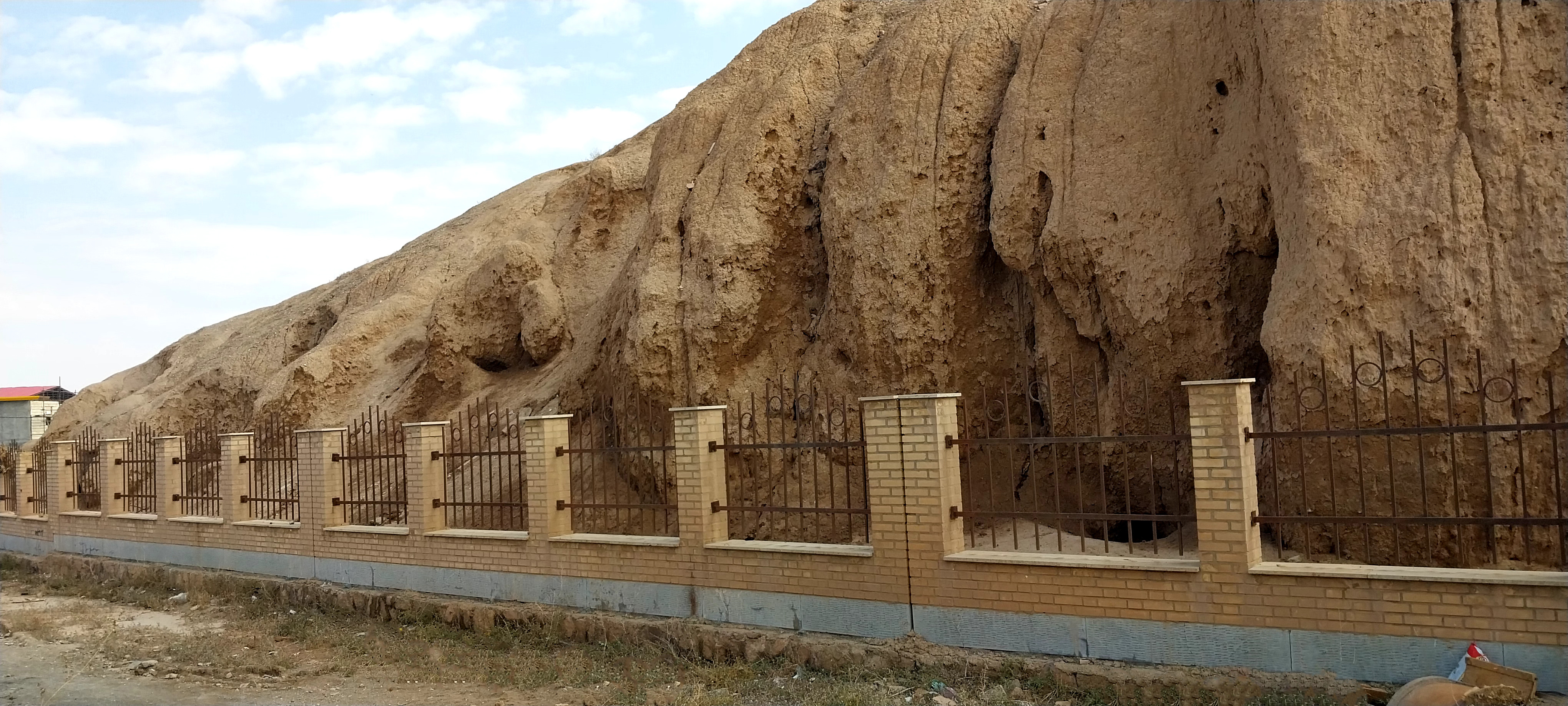
تپه باستانی اسفرورین
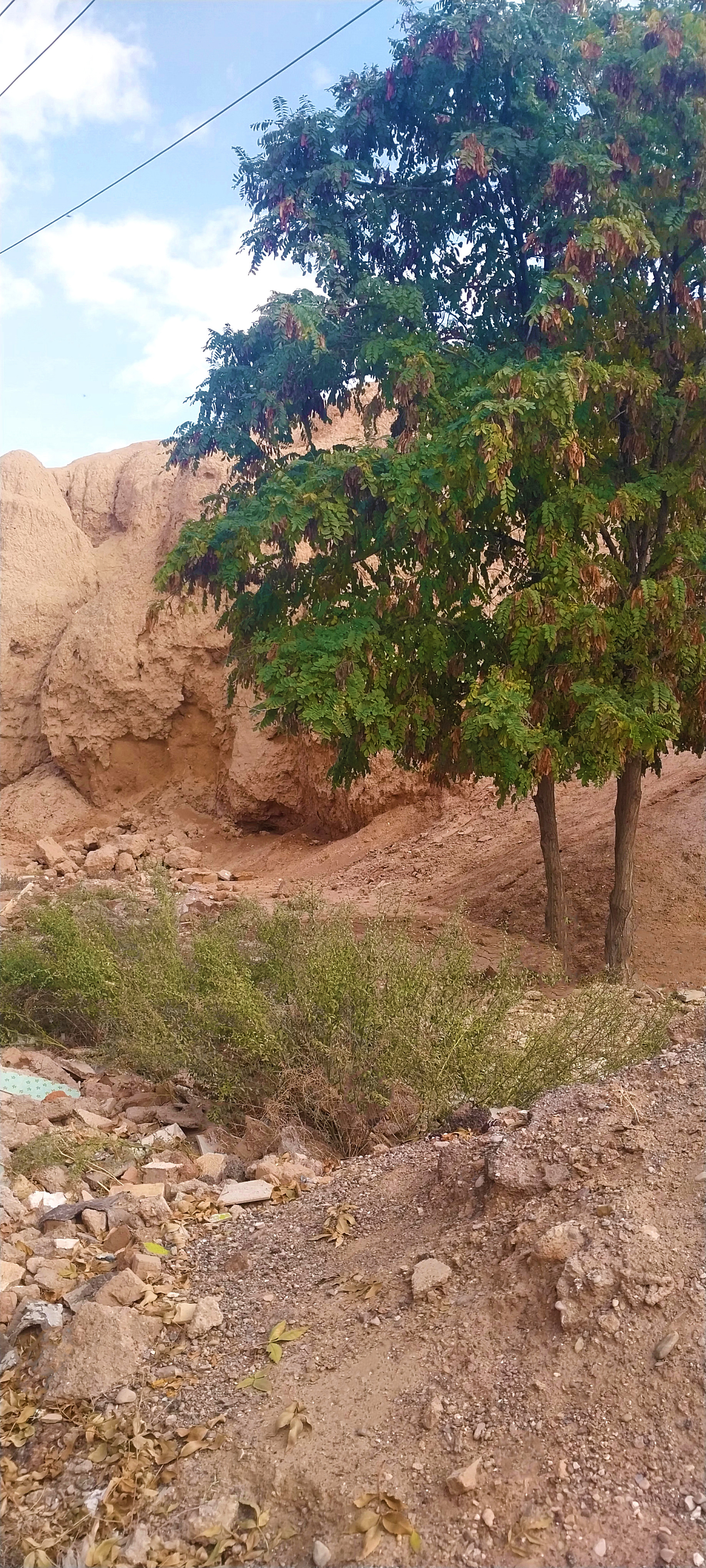
تپه باستانی اسفرورین
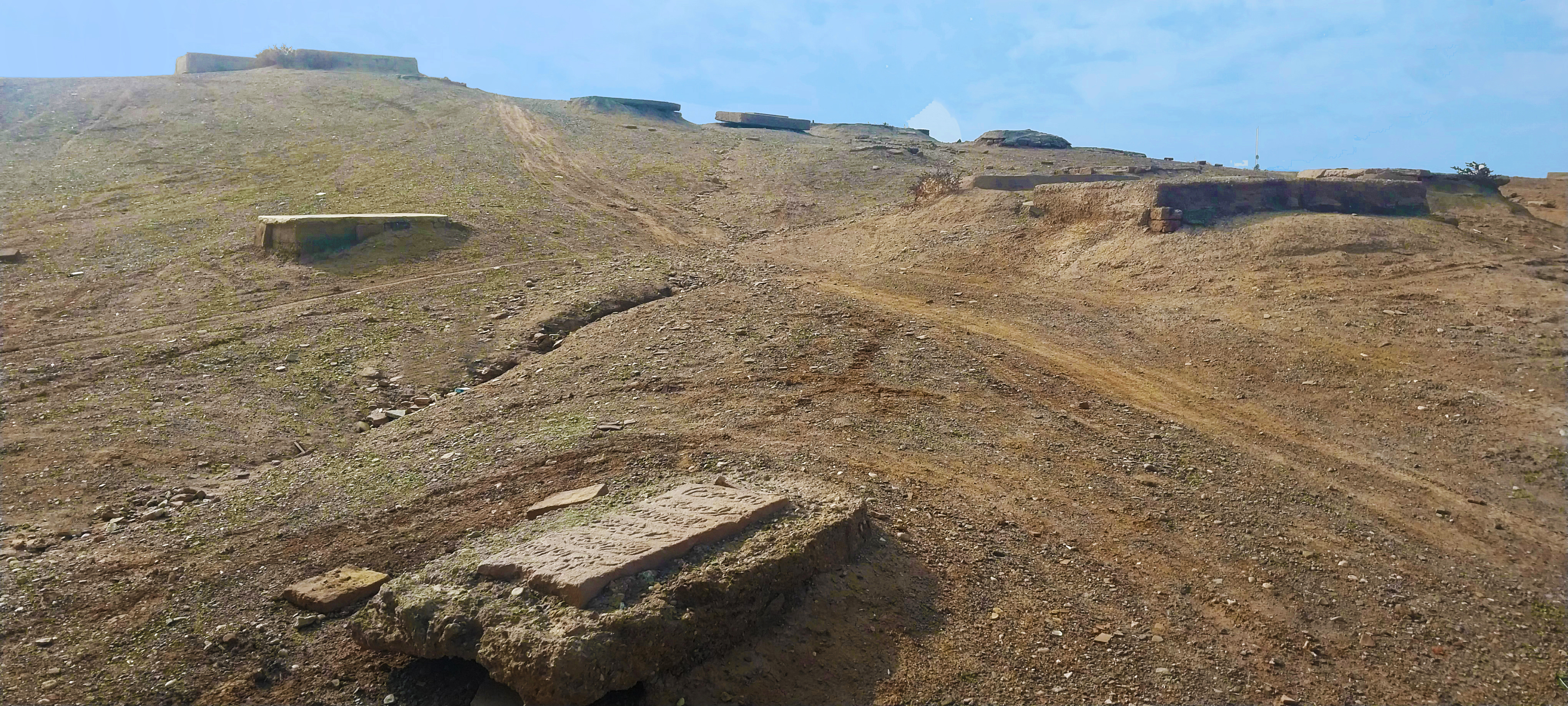
بر فراز تپه باستانی اسفرورین آرامگاه قدیمی
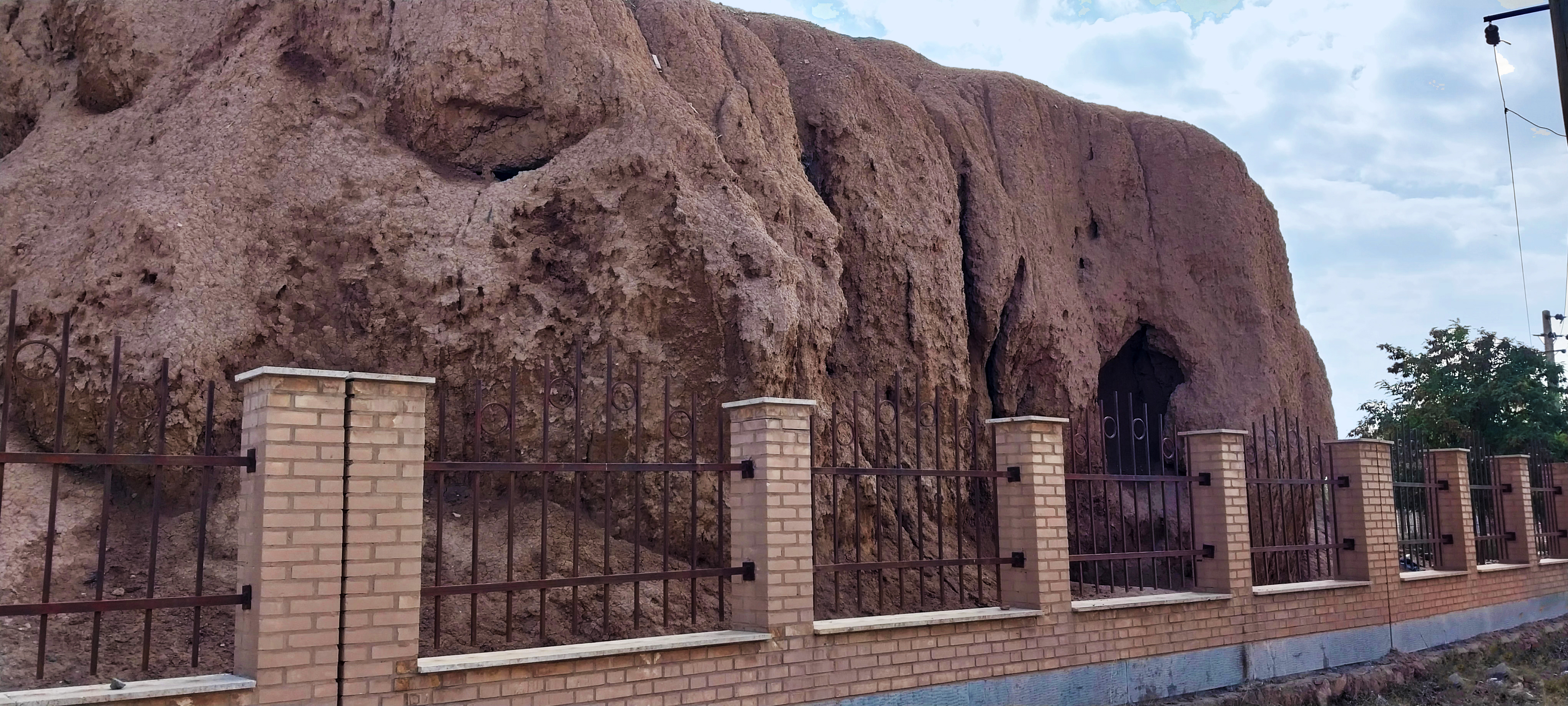
تپه باستانی اسفرورین
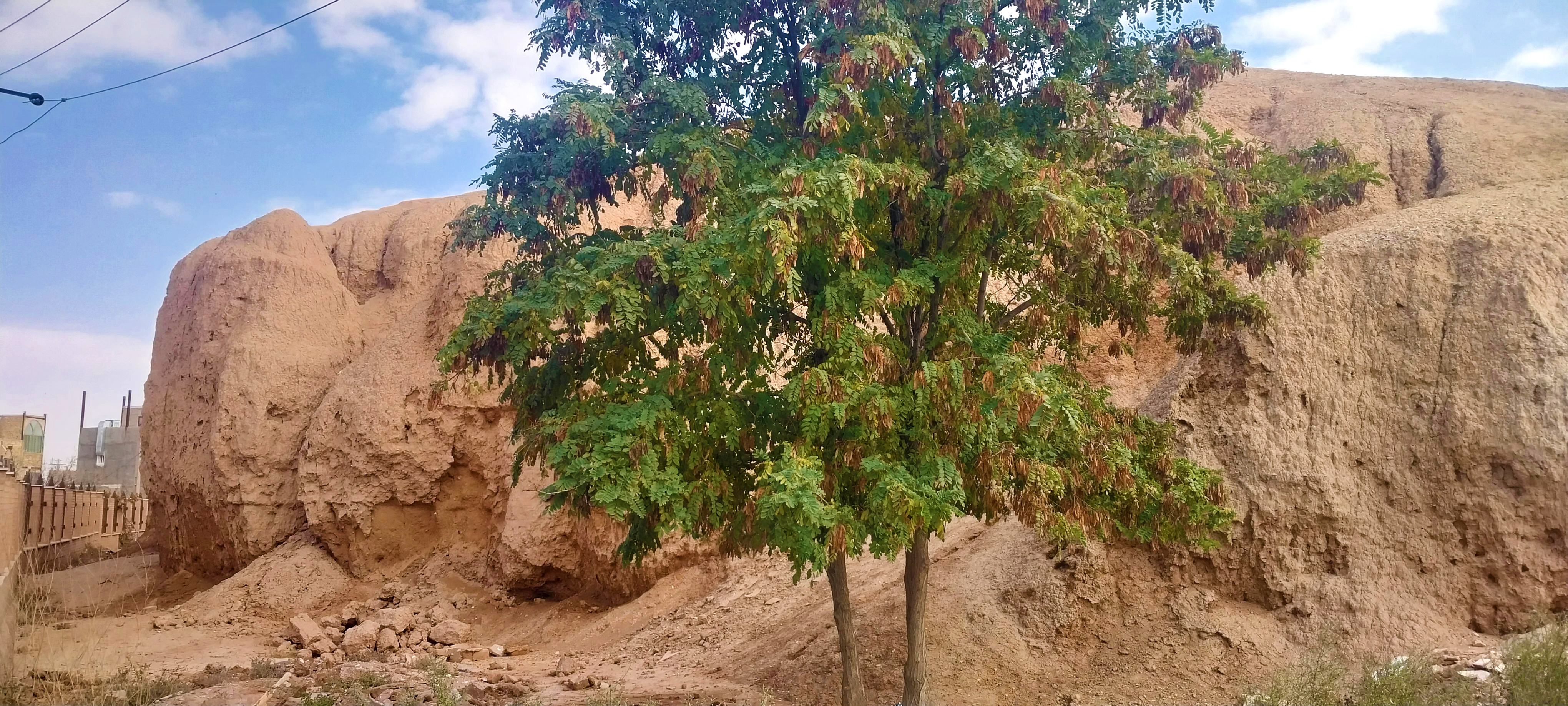
تپه باستانی اسفرورین
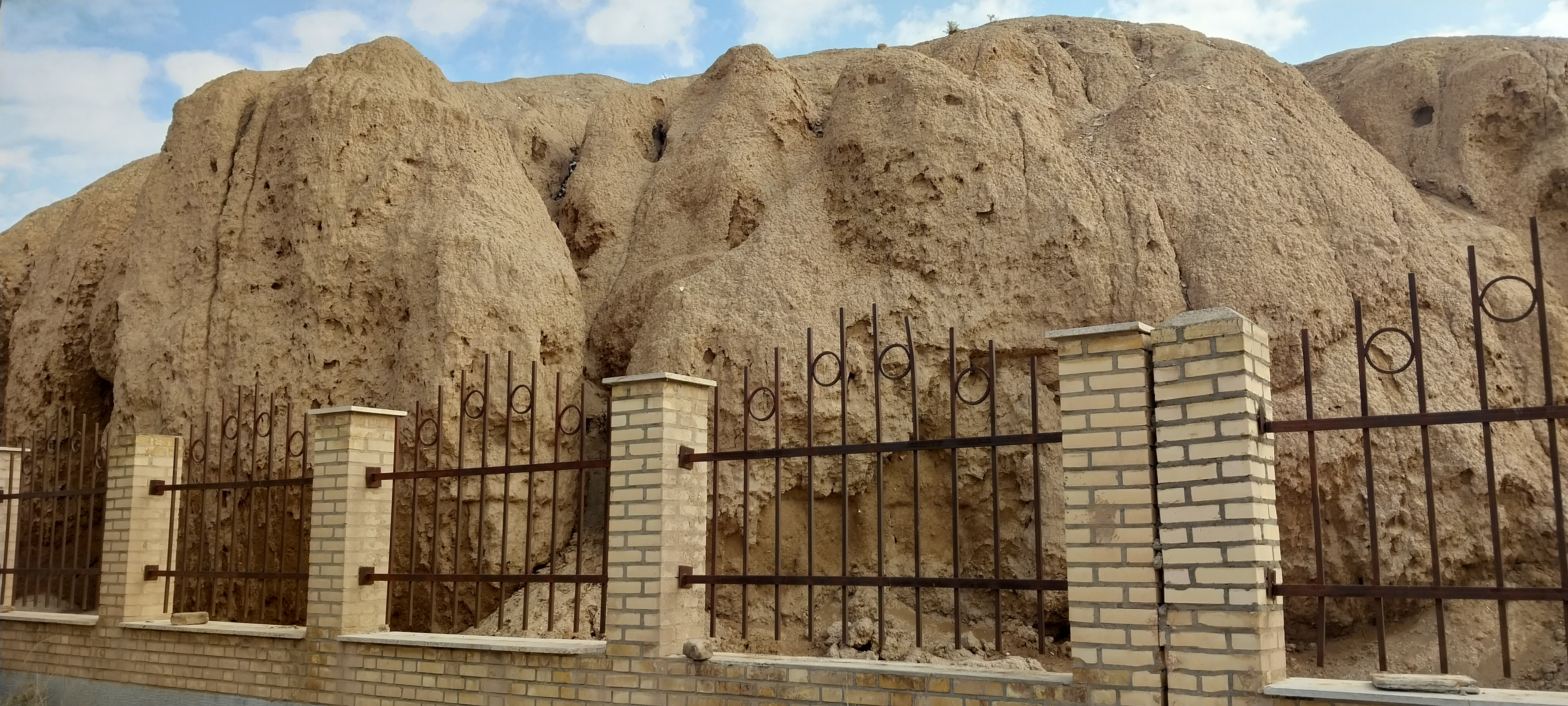
تپه باستانی اسفرورین